# Llista d'asteroides (287001-288000)
Llista d'asteroides del 287.001 al 288.000, amb data de descoberta i descobridor. És un fragment de la llista d'asteroides completa. Als asteroides se'ls dona un número quan es confirma la seva òrbita, per tant apareixen llistats aproximadament segons la data de descobriment.

## 287001-287100
| Nom    | Designació provisional | Data de descobriment   | Lloc de descobriment | Descobridor/s               |
| ------ | ---------------------- | ---------------------- | -------------------- | --------------------------- |
| 287001 | 2002 QA66              | 18 d'agost de 2002     | Palomar              | NEAT                        |
| 287002 | 2002 QK66              | 18 d'agost de 2002     | Palomar              | NEAT                        |
| 287003 | 2002 QY66              | 30 d'agost de 2002     | Palomar              | NEAT                        |
| 287004 | 2002 QP68              | 27 d'agost de 2002     | Palomar              | NEAT                        |
| 287005 | 2002 QJ69              | 28 d'agost de 2002     | Palomar              | NEAT                        |
| 287006 | 2002 QD72              | 18 d'agost de 2002     | Palomar              | NEAT                        |
| 287007 | 2002 QN72              | 30 d'agost de 2002     | Palomar              | NEAT                        |
| 287008 | 2002 QD75              | 29 d'agost de 2002     | Palomar              | NEAT                        |
| 287009 | 2002 QV75              | 30 d'agost de 2002     | Palomar              | NEAT                        |
| 287010 | 2002 QQ76              | 18 d'agost de 2002     | Palomar              | NEAT                        |
| 287011 | 2002 QH80              | 17 d'agost de 2002     | Palomar              | NEAT                        |
| 287012 | 2002 QF81              | 27 d'agost de 2002     | Palomar              | NEAT                        |
| 287013 | 2002 QQ82              | 16 d'agost de 2002     | Palomar              | NEAT                        |
| 287014 | 2002 QU82              | 16 d'agost de 2002     | Palomar              | NEAT                        |
| 287015 | 2002 QJ83              | 16 d'agost de 2002     | Palomar              | NEAT                        |
| 287016 | 2002 QK85              | 17 d'agost de 2002     | Palomar              | NEAT                        |
| 287017 | 2002 QL85              | 17 d'agost de 2002     | Palomar              | NEAT                        |
| 287018 | 2002 QV85              | 17 d'agost de 2002     | Palomar              | NEAT                        |
| 287019 | 2002 QZ86              | 30 d'agost de 2002     | Palomar              | NEAT                        |
| 287020 | 2002 QH87              | 29 d'agost de 2002     | Palomar              | NEAT                        |
| 287021 | 2002 QL87              | 29 d'agost de 2002     | Palomar              | NEAT                        |
| 287022 | 2002 QR89              | 27 d'agost de 2002     | Palomar              | NEAT                        |
| 287023 | 2002 QO91              | 24 d'agost de 2002     | Palomar              | NEAT                        |
| 287024 | 2002 QP91              | 17 d'agost de 2002     | Palomar              | NEAT                        |
| 287025 | 2002 QZ91              | 21 d'agost de 2002     | Palomar              | NEAT                        |
| 287026 | 2002 QU92              | 19 d'agost de 2002     | Palomar              | NEAT                        |
| 287027 | 2002 QF94              | 25 d'agost de 2002     | Palomar              | NEAT                        |
| 287028 | 2002 QG96              | 18 d'agost de 2002     | Palomar              | NEAT                        |
| 287029 | 2002 QT98              | 30 d'agost de 2002     | Palomar              | NEAT                        |
| 287030 | 2002 QP102             | 18 d'agost de 2002     | Palomar              | NEAT                        |
| 287031 | 2002 QT104             | 26 d'agost de 2002     | Palomar              | NEAT                        |
| 287032 | 2002 QH107             | 27 d'agost de 2002     | Palomar              | NEAT                        |
| 287033 | 2002 QA108             | 17 d'agost de 2002     | Palomar              | NEAT                        |
| 287034 | 2002 QS108             | 16 d'agost de 2002     | Palomar              | NEAT                        |
| 287035 | 2002 QQ109             | 17 d'agost de 2002     | Palomar              | NEAT                        |
| 287036 | 2002 QU110             | 17 d'agost de 2002     | Palomar              | NEAT                        |
| 287037 | 2002 QU112             | 27 d'agost de 2002     | Palomar              | NEAT                        |
| 287038 | 2002 QT113             | 27 d'agost de 2002     | Palomar              | NEAT                        |
| 287039 | 2002 QQ115             | 18 d'agost de 2002     | Palomar              | NEAT                        |
| 287040 | 2002 QS115             | 18 d'agost de 2002     | Palomar              | NEAT                        |
| 287041 | 2002 QX115             | 29 d'agost de 2002     | Palomar              | NEAT                        |
| 287042 | 2002 QZ115             | 18 d'agost de 2002     | Palomar              | NEAT                        |
| 287043 | 2002 QA118             | 18 d'agost de 2002     | Palomar              | NEAT                        |
| 287044 | 2002 QJ121             | 17 d'agost de 2002     | Palomar              | NEAT                        |
| 287045 | 2002 QV122             | 27 d'agost de 2002     | Palomar              | NEAT                        |
| 287046 | 2002 QC123             | 16 d'agost de 2002     | Palomar              | NEAT                        |
| 287047 | 2002 QJ123             | 18 d'agost de 2002     | Palomar              | NEAT                        |
| 287048 | 2002 QS125             | 28 d'agost de 2002     | Palomar              | NEAT                        |
| 287049 | 2002 QX127             | 29 d'agost de 2002     | Palomar              | NEAT                        |
| 287050 | 2002 QL128             | 29 d'agost de 2002     | Palomar              | NEAT                        |
| 287051 | 2002 QS129             | 28 d'agost de 2002     | Palomar              | NEAT                        |
| 287052 | 2002 QV130             | 30 d'agost de 2002     | Palomar              | NEAT                        |
| 287053 | 2002 QT131             | 30 d'agost de 2002     | Palomar              | NEAT                        |
| 287054 | 2002 QS133             | 28 d'agost de 2002     | Palomar              | NEAT                        |
| 287055 | 2002 QR134             | 30 d'agost de 2002     | Palomar              | NEAT                        |
| 287056 | 2002 QY134             | 30 d'agost de 2002     | Palomar              | NEAT                        |
| 287057 | 2002 RG                | 1 de setembre de 2002  | Kvistaberg           | Uppsala-DLR Asteroid Survey |
| 287058 | 2002 RH                | 1 de setembre de 2002  | Kvistaberg           | Uppsala-DLR Asteroid Survey |
| 287059 | 2002 RF1               | 4 de setembre de 2002  | Emerald Lane         | L. Ball                     |
| 287060 | 2002 RB4               | 3 de setembre de 2002  | Palomar              | NEAT                        |
| 287061 | 2002 RL4               | 3 de setembre de 2002  | Palomar              | NEAT                        |
| 287062 | 2002 RC11              | 4 de setembre de 2002  | Palomar              | NEAT                        |
| 287063 | 2002 RR11              | 4 de setembre de 2002  | Anderson Mesa        | LONEOS                      |
| 287064 | 2002 RJ12              | 4 de setembre de 2002  | Anderson Mesa        | LONEOS                      |
| 287065 | 2002 RU15              | 4 de setembre de 2002  | Anderson Mesa        | LONEOS                      |
| 287066 | 2002 RP19              | 4 de setembre de 2002  | Anderson Mesa        | LONEOS                      |
| 287067 | 2002 RG20              | 4 de setembre de 2002  | Anderson Mesa        | LONEOS                      |
| 287068 | 2002 RO23              | 4 de setembre de 2002  | Anderson Mesa        | LONEOS                      |
| 287069 | 2002 RH24              | 4 de setembre de 2002  | Anderson Mesa        | LONEOS                      |
| 287070 | 2002 RW27              | 4 de setembre de 2002  | Anderson Mesa        | LONEOS                      |
| 287071 | 2002 RZ28              | 3 de setembre de 2002  | Palomar              | NEAT                        |
| 287072 | 2002 RN29              | 3 de setembre de 2002  | Haleakala            | NEAT                        |
| 287073 | 2002 RA33              | 4 de setembre de 2002  | Anderson Mesa        | LONEOS                      |
| 287074 | 2002 RC34              | 4 de setembre de 2002  | Anderson Mesa        | LONEOS                      |
| 287075 | 2002 RH36              | 5 de setembre de 2002  | Anderson Mesa        | LONEOS                      |
| 287076 | 2002 RX37              | 5 de setembre de 2002  | Anderson Mesa        | LONEOS                      |
| 287077 | 2002 RV38              | 5 de setembre de 2002  | Anderson Mesa        | LONEOS                      |
| 287078 | 2002 RX38              | 5 de setembre de 2002  | Anderson Mesa        | LONEOS                      |
| 287079 | 2002 RE39              | 5 de setembre de 2002  | Anderson Mesa        | LONEOS                      |
| 287080 | 2002 RF48              | 5 de setembre de 2002  | Socorro              | LINEAR                      |
| 287081 | 2002 RG51              | 5 de setembre de 2002  | Socorro              | LINEAR                      |
| 287082 | 2002 RS56              | 5 de setembre de 2002  | Anderson Mesa        | LONEOS                      |
| 287083 | 2002 RH57              | 5 de setembre de 2002  | Anderson Mesa        | LONEOS                      |
| 287084 | 2002 RW57              | 5 de setembre de 2002  | Anderson Mesa        | LONEOS                      |
| 287085 | 2002 RN69              | 4 de setembre de 2002  | Anderson Mesa        | LONEOS                      |
| 287086 | 2002 RO69              | 4 de setembre de 2002  | Anderson Mesa        | LONEOS                      |
| 287087 | 2002 RQ71              | 5 de setembre de 2002  | Socorro              | LINEAR                      |
| 287088 | 2002 RJ73              | 5 de setembre de 2002  | Socorro              | LINEAR                      |
| 287089 | 2002 RB76              | 5 de setembre de 2002  | Socorro              | LINEAR                      |
| 287090 | 2002 RF77              | 5 de setembre de 2002  | Socorro              | LINEAR                      |
| 287091 | 2002 RG82              | 5 de setembre de 2002  | Socorro              | LINEAR                      |
| 287092 | 2002 RN85              | 5 de setembre de 2002  | Socorro              | LINEAR                      |
| 287093 | 2002 RG87              | 5 de setembre de 2002  | Socorro              | LINEAR                      |
| 287094 | 2002 RZ97              | 5 de setembre de 2002  | Socorro              | LINEAR                      |
| 287095 | 2002 RF109             | 6 de setembre de 2002  | Socorro              | LINEAR                      |
| 287096 | 2002 RT110             | 6 de setembre de 2002  | Socorro              | LINEAR                      |
| 287097 | 2002 RE113             | 5 de setembre de 2002  | Anderson Mesa        | LONEOS                      |
| 287098 | 2002 RW125             | 9 de setembre de 2002  | Palomar              | NEAT                        |
| 287099 | 2002 RK127             | 10 de setembre de 2002 | Palomar              | NEAT                        |
| 287100 | 2002 RN135             | 10 de setembre de 2002 | Haleakala            | NEAT                        |

## 287101-287200
| Nom    | Designació provisional | Data de descobriment   | Lloc de descobriment | Descobridor/s        |
| ------ | ---------------------- | ---------------------- | -------------------- | -------------------- |
| 287101 | 2002 RL141             | 10 de setembre de 2002 | Haleakala            | NEAT                 |
| 287102 | 2002 RC144             | 11 de setembre de 2002 | Palomar              | NEAT                 |
| 287103 | 2002 RA147             | 11 de setembre de 2002 | Palomar              | NEAT                 |
| 287104 | 2002 RD150             | 11 de setembre de 2002 | Haleakala            | NEAT                 |
| 287105 | 2002 RF150             | 11 de setembre de 2002 | Haleakala            | NEAT                 |
| 287106 | 2002 RV150             | 12 de setembre de 2002 | Palomar              | NEAT                 |
| 287107 | 2002 RX152             | 12 de setembre de 2002 | Palomar              | NEAT                 |
| 287108 | 2002 RZ153             | 13 de setembre de 2002 | Kitt Peak            | Spacewatch           |
| 287109 | 2002 RE155             | 11 de setembre de 2002 | Palomar              | NEAT                 |
| 287110 | 2002 RC160             | 12 de setembre de 2002 | Palomar              | NEAT                 |
| 287111 | 2002 RJ160             | 12 de setembre de 2002 | Palomar              | NEAT                 |
| 287112 | 2002 RG161             | 12 de setembre de 2002 | Palomar              | NEAT                 |
| 287113 | 2002 RE162             | 12 de setembre de 2002 | Palomar              | NEAT                 |
| 287114 | 2002 RT163             | 12 de setembre de 2002 | Palomar              | NEAT                 |
| 287115 | 2002 RK165             | 13 de setembre de 2002 | Palomar              | NEAT                 |
| 287116 | 2002 RS165             | 13 de setembre de 2002 | Palomar              | NEAT                 |
| 287117 | 2002 RG166             | 13 de setembre de 2002 | Palomar              | NEAT                 |
| 287118 | 2002 RJ176             | 13 de setembre de 2002 | Palomar              | NEAT                 |
| 287119 | 2002 RD177             | 13 de setembre de 2002 | Palomar              | NEAT                 |
| 287120 | 2002 RW177             | 13 de setembre de 2002 | Palomar              | NEAT                 |
| 287121 | 2002 RM180             | 14 de setembre de 2002 | Palomar              | NEAT                 |
| 287122 | 2002 RU181             | 13 de setembre de 2002 | Goodricke-Pigott     | R. A. Tucker         |
| 287123 | 2002 RR182             | 11 de setembre de 2002 | Palomar              | NEAT                 |
| 287124 | 2002 RO183             | 11 de setembre de 2002 | Palomar              | NEAT                 |
| 287125 | 2002 RT183             | 11 de setembre de 2002 | Palomar              | NEAT                 |
| 287126 | 2002 RU184             | 12 de setembre de 2002 | Palomar              | NEAT                 |
| 287127 | 2002 RZ184             | 12 de setembre de 2002 | Palomar              | NEAT                 |
| 287128 | 2002 RV185             | 12 de setembre de 2002 | Palomar              | NEAT                 |
| 287129 | 2002 RW187             | 12 de setembre de 2002 | Palomar              | NEAT                 |
| 287130 | 2002 RK188             | 13 de setembre de 2002 | Palomar              | NEAT                 |
| 287131 | 2002 RD191             | 15 de setembre de 2002 | Palomar              | NEAT                 |
| 287132 | 2002 RZ192             | 12 de setembre de 2002 | Palomar              | NEAT                 |
| 287133 | 2002 RC193             | 12 de setembre de 2002 | Palomar              | NEAT                 |
| 287134 | 2002 RF196             | 12 de setembre de 2002 | Palomar              | NEAT                 |
| 287135 | 2002 RG198             | 13 de setembre de 2002 | Palomar              | NEAT                 |
| 287136 | 2002 RP201             | 13 de setembre de 2002 | Socorro              | LINEAR               |
| 287137 | 2002 RV201             | 13 de setembre de 2002 | Socorro              | LINEAR               |
| 287138 | 2002 RH203             | 13 de setembre de 2002 | Palomar              | NEAT                 |
| 287139 | 2002 RJ207             | 14 de setembre de 2002 | Palomar              | NEAT                 |
| 287140 | 2002 RZ207             | 14 de setembre de 2002 | Haleakala            | NEAT                 |
| 287141 | 2002 RS208             | 13 de setembre de 2002 | Kitt Peak            | Spacewatch           |
| 287142 | 2002 RY213             | 13 de setembre de 2002 | Socorro              | LINEAR               |
| 287143 | 2002 RS214             | 13 de setembre de 2002 | Socorro              | LINEAR               |
| 287144 | 2002 RL220             | 15 de setembre de 2002 | Palomar              | NEAT                 |
| 287145 | 2002 RM220             | 15 de setembre de 2002 | Palomar              | NEAT                 |
| 287146 | 2002 RA226             | 13 de setembre de 2002 | Palomar              | NEAT                 |
| 287147 | 2002 RK226             | 14 de setembre de 2002 | Palomar              | NEAT                 |
| 287148 | 2002 RS226             | 14 de setembre de 2002 | Palomar              | NEAT                 |
| 287149 | 2002 RM228             | 14 de setembre de 2002 | Haleakala            | NEAT                 |
| 287150 | 2002 RV228             | 14 de setembre de 2002 | Haleakala            | NEAT                 |
| 287151 | 2002 RN231             | 14 de setembre de 2002 | Palomar              | NEAT                 |
| 287152 | 2002 RU231             | 14 de setembre de 2002 | Palomar              | NEAT                 |
| 287153 | 2002 RF233             | 14 de setembre de 2002 | Palomar              | R. Matson            |
| 287154 | 2002 RN233             | 14 de setembre de 2002 | Palomar              | R. Matson            |
| 287155 | 2002 RB234             | 14 de setembre de 2002 | Palomar              | R. Matson            |
| 287156 | 2002 RQ234             | 14 de setembre de 2002 | Palomar              | R. Matson            |
| 287157 | 2002 RD235             | 11 de setembre de 2002 | Palomar              | M. White, M. Collins |
| 287158 | 2002 RN235             | 14 de setembre de 2002 | Palomar              | R. Matson            |
| 287159 | 2002 RP235             | 14 de setembre de 2002 | Palomar              | R. Matson            |
| 287160 | 2002 RD238             | 9 de setembre de 2002  | Haleakala            | R. Matson            |
| 287161 | 2002 RE240             | 11 de setembre de 2002 | Haleakala            | S. F. Hoenig         |
| 287162 | 2002 RL240             | 11 de setembre de 2002 | Haleakala            | S. F. Hoenig         |
| 287163 | 2002 RQ244             | 14 de setembre de 2002 | Palomar              | NEAT                 |
| 287164 | 2002 RW246             | 14 de setembre de 2002 | Palomar              | NEAT                 |
| 287165 | 2002 RF247             | 15 de setembre de 2002 | Palomar              | NEAT                 |
| 287166 | 2002 RR248             | 14 de setembre de 2002 | Palomar              | NEAT                 |
| 287167 | 2002 RJ251             | 4 de setembre de 2002  | Palomar              | NEAT                 |
| 287168 | 2002 RR251             | 3 de setembre de 2002  | Palomar              | NEAT                 |
| 287169 | 2002 RK253             | 14 de setembre de 2002 | Palomar              | NEAT                 |
| 287170 | 2002 RV253             | 12 de setembre de 2002 | Palomar              | NEAT                 |
| 287171 | 2002 RD254             | 14 de setembre de 2002 | Palomar              | NEAT                 |
| 287172 | 2002 RM254             | 14 de setembre de 2002 | Palomar              | NEAT                 |
| 287173 | 2002 RZ254             | 14 de setembre de 2002 | Palomar              | NEAT                 |
| 287174 | 2002 RC259             | 14 de setembre de 2002 | Palomar              | NEAT                 |
| 287175 | 2002 RR261             | 13 de setembre de 2002 | Palomar              | Palomar              |
| 287176 | 2002 RK263             | 13 de setembre de 2002 | Palomar              | NEAT                 |
| 287177 | 2002 RW266             | 13 de setembre de 2002 | Palomar              | NEAT                 |
| 287178 | 2002 RQ267             | 3 de setembre de 2002  | Palomar              | NEAT                 |
| 287179 | 2002 RV267             | 13 de setembre de 2002 | Palomar              | NEAT                 |
| 287180 | 2002 RF269             | 4 de setembre de 2002  | Palomar              | NEAT                 |
| 287181 | 2002 RT270             | 4 de setembre de 2002  | Palomar              | NEAT                 |
| 287182 | 2002 RY271             | 4 de setembre de 2002  | Palomar              | NEAT                 |
| 287183 | 2002 RE272             | 4 de setembre de 2002  | Palomar              | NEAT                 |
| 287184 | 2002 RW272             | 4 de setembre de 2002  | Palomar              | NEAT                 |
| 287185 | 2002 RB273             | 4 de setembre de 2002  | Palomar              | NEAT                 |
| 287186 | 2002 RW282             | 14 de setembre de 2002 | Palomar              | NEAT                 |
| 287187 | 2002 RA291             | 19 de gener de 2009    | Mount Lemmon         | Mt. Lemmon Survey    |
| 287188 | 2002 SE                | 16 de setembre de 2002 | Palomar              | NEAT                 |
| 287189 | 2002 SX3               | 26 de setembre de 2002 | Palomar              | NEAT                 |
| 287190 | 2002 SL4               | 27 de setembre de 2002 | Palomar              | NEAT                 |
| 287191 | 2002 SD5               | 27 de setembre de 2002 | Palomar              | NEAT                 |
| 287192 | 2002 SP11              | 27 de setembre de 2002 | Palomar              | NEAT                 |
| 287193 | 2002 SF15              | 27 de setembre de 2002 | Palomar              | NEAT                 |
| 287194 | 2002 SA17              | 28 de setembre de 2002 | Palomar              | NEAT                 |
| 287195 | 2002 SW19              | 26 de setembre de 2002 | Socorro              | LINEAR               |
| 287196 | 2002 SE22              | 26 de setembre de 2002 | Palomar              | NEAT                 |
| 287197 | 2002 SK23              | 27 de setembre de 2002 | Palomar              | NEAT                 |
| 287198 | 2002 SM23              | 27 de setembre de 2002 | Palomar              | NEAT                 |
| 287199 | 2002 SR23              | 27 de setembre de 2002 | Palomar              | NEAT                 |
| 287200 | 2002 SF24              | 27 de setembre de 2002 | Palomar              | NEAT                 |

## 287201-287300
| Nom    | Designació provisional | Data de descobriment   | Lloc de descobriment | Descobridor/s |
| ------ | ---------------------- | ---------------------- | -------------------- | ------------- |
| 287201 | 2002 SW27              | 26 de setembre de 2002 | Palomar              | NEAT          |
| 287202 | 2002 SY31              | 28 de setembre de 2002 | Haleakala            | NEAT          |
| 287203 | 2002 SW32              | 28 de setembre de 2002 | Haleakala            | NEAT          |
| 287204 | 2002 SW34              | 29 de setembre de 2002 | Haleakala            | NEAT          |
| 287205 | 2002 SP43              | 28 de setembre de 2002 | Haleakala            | NEAT          |
| 287206 | 2002 SK44              | 29 de setembre de 2002 | Haleakala            | NEAT          |
| 287207 | 2002 ST44              | 29 de setembre de 2002 | Haleakala            | NEAT          |
| 287208 | 2002 SQ53              | 20 de setembre de 2002 | Palomar              | NEAT          |
| 287209 | 2002 SQ54              | 30 de setembre de 2002 | Socorro              | LINEAR        |
| 287210 | 2002 SK65              | 17 de setembre de 2002 | Palomar              | NEAT          |
| 287211 | 2002 SY65              | 16 de setembre de 2002 | Palomar              | NEAT          |
| 287212 | 2002 SS67              | 26 de setembre de 2002 | Palomar              | NEAT          |
| 287213 | 2002 SN68              | 26 de setembre de 2002 | Palomar              | NEAT          |
| 287214 | 2002 SL70              | 26 de setembre de 2002 | Palomar              | NEAT          |
| 287215 | 2002 SU70              | 16 de setembre de 2002 | Palomar              | NEAT          |
| 287216 | 2002 SW70              | 16 de setembre de 2002 | Palomar              | NEAT          |
| 287217 | 2002 SO71              | 16 de febrer de 2004   | Kitt Peak            | Spacewatch    |
| 287218 | 2002 SB72              | 26 de setembre de 2002 | Palomar              | NEAT          |
| 287219 | 2002 SX72              | 16 de setembre de 2002 | Palomar              | NEAT          |
| 287220 | 2002 SY73              | 16 de setembre de 2002 | Palomar              | NEAT          |
| 287221 | 2002 TD4               | 1 d'octubre de 2002    | Anderson Mesa        | LONEOS        |
| 287222 | 2002 TM4               | 1 d'octubre de 2002    | Socorro              | LINEAR        |
| 287223 | 2002 TA11              | 2 d'octubre de 2002    | Campo Imperatore     | CINEOS        |
| 287224 | 2002 TN11              | 1 d'octubre de 2002    | Anderson Mesa        | LONEOS        |
| 287225 | 2002 TG12              | 1 d'octubre de 2002    | Anderson Mesa        | LONEOS        |
| 287226 | 2002 TM13              | 1 d'octubre de 2002    | Anderson Mesa        | LONEOS        |
| 287227 | 2002 TD16              | 2 d'octubre de 2002    | Socorro              | LINEAR        |
| 287228 | 2002 TJ16              | 2 d'octubre de 2002    | Socorro              | LINEAR        |
| 287229 | 2002 TE19              | 2 d'octubre de 2002    | Socorro              | LINEAR        |
| 287230 | 2002 TA21              | 2 d'octubre de 2002    | Socorro              | LINEAR        |
| 287231 | 2002 TT23              | 2 d'octubre de 2002    | Socorro              | LINEAR        |
| 287232 | 2002 TG24              | 2 d'octubre de 2002    | Socorro              | LINEAR        |
| 287233 | 2002 TJ30              | 2 d'octubre de 2002    | Socorro              | LINEAR        |
| 287234 | 2002 TR35              | 2 d'octubre de 2002    | Socorro              | LINEAR        |
| 287235 | 2002 TA36              | 2 d'octubre de 2002    | Socorro              | LINEAR        |
| 287236 | 2002 TB36              | 2 d'octubre de 2002    | Socorro              | LINEAR        |
| 287237 | 2002 TN42              | 2 d'octubre de 2002    | Socorro              | LINEAR        |
| 287238 | 2002 TJ44              | 2 d'octubre de 2002    | Haleakala            | NEAT          |
| 287239 | 2002 TP49              | 2 d'octubre de 2002    | Socorro              | LINEAR        |
| 287240 | 2002 TV51              | 2 d'octubre de 2002    | Socorro              | LINEAR        |
| 287241 | 2002 TA56              | 1 d'octubre de 2002    | Anderson Mesa        | LONEOS        |
| 287242 | 2002 TJ56              | 2 d'octubre de 2002    | Socorro              | LINEAR        |
| 287243 | 2002 TM63              | 3 d'octubre de 2002    | Campo Imperatore     | CINEOS        |
| 287244 | 2002 TN63              | 3 d'octubre de 2002    | Campo Imperatore     | CINEOS        |
| 287245 | 2002 TQ63              | 4 d'octubre de 2002    | Campo Imperatore     | CINEOS        |
| 287246 | 2002 TR63              | 4 d'octubre de 2002    | Campo Imperatore     | CINEOS        |
| 287247 | 2002 TJ67              | 4 d'octubre de 2002    | Socorro              | LINEAR        |
| 287248 | 2002 TW69              | 9 d'octubre de 2002    | Uccle                | T. Pauwels    |
| 287249 | 2002 TJ90              | 3 d'octubre de 2002    | Palomar              | NEAT          |
| 287250 | 2002 TX95              | 3 d'octubre de 2002    | Palomar              | NEAT          |
| 287251 | 2002 TO96              | 11 d'octubre de 2002   | Palomar              | NEAT          |
| 287252 | 2002 TC100             | 4 d'octubre de 2002    | Anderson Mesa        | LONEOS        |
| 287253 | 2002 TS101             | 4 d'octubre de 2002    | Socorro              | LINEAR        |
| 287254 | 2002 TT101             | 4 d'octubre de 2002    | Socorro              | LINEAR        |
| 287255 | 2002 TH103             | 4 d'octubre de 2002    | Socorro              | LINEAR        |
| 287256 | 2002 TM114             | 3 d'octubre de 2002    | Palomar              | NEAT          |
| 287257 | 2002 TW120             | 3 d'octubre de 2002    | Palomar              | NEAT          |
| 287258 | 2002 TN123             | 4 d'octubre de 2002    | Palomar              | NEAT          |
| 287259 | 2002 TC127             | 3 de setembre de 2002  | Palomar              | NEAT          |
| 287260 | 2002 TF129             | 4 d'octubre de 2002    | Palomar              | NEAT          |
| 287261 | 2002 TB130             | 4 d'octubre de 2002    | Palomar              | NEAT          |
| 287262 | 2002 TM139             | 4 d'octubre de 2002    | Anderson Mesa        | LONEOS        |
| 287263 | 2002 TA145             | 2 d'octubre de 2002    | Campo Imperatore     | CINEOS        |
| 287264 | 2002 TB145             | 2 d'octubre de 2002    | Campo Imperatore     | CINEOS        |
| 287265 | 2002 TA146             | 4 d'octubre de 2002    | Socorro              | LINEAR        |
| 287266 | 2002 TF148             | 5 d'octubre de 2002    | Palomar              | NEAT          |
| 287267 | 2002 TR148             | 5 d'octubre de 2002    | Palomar              | NEAT          |
| 287268 | 2002 TY151             | 5 d'octubre de 2002    | Palomar              | NEAT          |
| 287269 | 2002 TW155             | 5 d'octubre de 2002    | Kitt Peak            | Spacewatch    |
| 287270 | 2002 TU156             | 5 d'octubre de 2002    | Palomar              | NEAT          |
| 287271 | 2002 TY156             | 5 d'octubre de 2002    | Palomar              | NEAT          |
| 287272 | 2002 TE159             | 5 d'octubre de 2002    | Palomar              | NEAT          |
| 287273 | 2002 TO161             | 5 d'octubre de 2002    | Palomar              | NEAT          |
| 287274 | 2002 TN163             | 5 d'octubre de 2002    | Palomar              | NEAT          |
| 287275 | 2002 TY166             | 3 d'octubre de 2002    | Palomar              | NEAT          |
| 287276 | 2002 TG167             | 3 d'octubre de 2002    | Palomar              | NEAT          |
| 287277 | 2002 TV167             | 3 d'octubre de 2002    | Palomar              | NEAT          |
| 287278 | 2002 TZ168             | 3 d'octubre de 2002    | Palomar              | NEAT          |
| 287279 | 2002 TT169             | 3 d'octubre de 2002    | Palomar              | NEAT          |
| 287280 | 2002 TY171             | 4 d'octubre de 2002    | Palomar              | NEAT          |
| 287281 | 2002 TC173             | 7 de setembre de 2002  | Socorro              | LINEAR        |
| 287282 | 2002 TZ175             | 4 d'octubre de 2002    | Anderson Mesa        | LONEOS        |
| 287283 | 2002 TH177             | 5 d'octubre de 2002    | Palomar              | NEAT          |
| 287284 | 2002 TM181             | 3 d'octubre de 2002    | Socorro              | LINEAR        |
| 287285 | 2002 TE184             | 4 d'octubre de 2002    | Socorro              | LINEAR        |
| 287286 | 2002 TQ186             | 4 d'octubre de 2002    | Socorro              | LINEAR        |
| 287287 | 2002 TK192             | 5 d'octubre de 2002    | Anderson Mesa        | LONEOS        |
| 287288 | 2002 TQ193             | 3 d'octubre de 2002    | Socorro              | LINEAR        |
| 287289 | 2002 TJ194             | 3 d'octubre de 2002    | Socorro              | LINEAR        |
| 287290 | 2002 TT194             | 3 d'octubre de 2002    | Socorro              | LINEAR        |
| 287291 | 2002 TP196             | 4 d'octubre de 2002    | Kitt Peak            | Spacewatch    |
| 287292 | 2002 TB197             | 4 d'octubre de 2002    | Socorro              | LINEAR        |
| 287293 | 2002 TW197             | 4 d'octubre de 2002    | Socorro              | LINEAR        |
| 287294 | 2002 TH200             | 9 d'octubre de 2002    | Bergisch Gladbac     | W. Bickel     |
| 287295 | 2002 TC204             | 4 d'octubre de 2002    | Socorro              | LINEAR        |
| 287296 | 2002 TE204             | 4 d'octubre de 2002    | Socorro              | LINEAR        |
| 287297 | 2002 TL204             | 4 d'octubre de 2002    | Socorro              | LINEAR        |
| 287298 | 2002 TH205             | 4 d'octubre de 2002    | Socorro              | LINEAR        |
| 287299 | 2002 TZ205             | 4 d'octubre de 2002    | Socorro              | LINEAR        |
| 287300 | 2002 TD208             | 4 d'octubre de 2002    | Socorro              | LINEAR        |

## 287301-287400
| Nom          | Designació provisional | Data de descobriment   | Lloc de descobriment | Descobridor/s                                          |
| ------------ | ---------------------- | ---------------------- | -------------------- | ------------------------------------------------------ |
| 287301       | 2002 TK209             | 6 d'octubre de 2002    | Socorro              | LINEAR                                                 |
| 287302       | 2002 TX214             | 4 d'octubre de 2002    | Socorro              | LINEAR                                                 |
| 287303       | 2002 TM215             | 4 d'octubre de 2002    | Socorro              | LINEAR                                                 |
| 287304       | 2002 TL217             | 7 d'octubre de 2002    | Socorro              | LINEAR                                                 |
| 287305       | 2002 TF218             | 5 d'octubre de 2002    | Socorro              | LINEAR                                                 |
| 287306       | 2002 TF229             | 7 d'octubre de 2002    | Haleakala            | NEAT                                                   |
| 287307       | 2002 TT231             | 8 d'octubre de 2002    | Palomar              | NEAT                                                   |
| 287308       | 2002 TA233             | 6 d'octubre de 2002    | Socorro              | LINEAR                                                 |
| 287309       | 2002 TJ239             | 9 d'octubre de 2002    | Socorro              | LINEAR                                                 |
| 287310       | 2002 TJ244             | 10 d'octubre de 2002   | Palomar              | NEAT                                                   |
| 287311       | 2002 TM250             | 7 d'octubre de 2002    | Socorro              | LINEAR                                                 |
| 287312       | 2002 TU250             | 7 d'octubre de 2002    | Socorro              | LINEAR                                                 |
| 287313       | 2002 TB252             | 8 d'octubre de 2002    | Anderson Mesa        | LONEOS                                                 |
| 287314       | 2002 TW253             | 9 d'octubre de 2002    | Socorro              | LINEAR                                                 |
| 287315       | 2002 TP257             | 9 d'octubre de 2002    | Socorro              | LINEAR                                                 |
| 287316       | 2002 TZ257             | 9 d'octubre de 2002    | Socorro              | LINEAR                                                 |
| 287317       | 2002 TM261             | 9 d'octubre de 2002    | Socorro              | LINEAR                                                 |
| 287318       | 2002 TZ262             | 10 d'octubre de 2002   | Palomar              | NEAT                                                   |
| 287319       | 2002 TL263             | 10 d'octubre de 2002   | Socorro              | LINEAR                                                 |
| 287320       | 2002 TN263             | 10 d'octubre de 2002   | Socorro              | LINEAR                                                 |
| 287321       | 2002 TZ267             | 9 d'octubre de 2002    | Socorro              | LINEAR                                                 |
| 287322       | 2002 TG268             | 9 d'octubre de 2002    | Socorro              | LINEAR                                                 |
| 287323       | 2002 TZ268             | 9 d'octubre de 2002    | Socorro              | LINEAR                                                 |
| 287324       | 2002 TC288             | 10 d'octubre de 2002   | Socorro              | LINEAR                                                 |
| 287325       | 2002 TJ297             | 11 d'octubre de 2002   | Socorro              | LINEAR                                                 |
| 287326       | 2002 TK298             | 12 d'octubre de 2002   | Socorro              | LINEAR                                                 |
| 287327       | 2002 TJ304             | 4 d'octubre de 2002    | Apache Point         | Sloan Digital Sky Survey                               |
| 287328       | 2002 TK306             | 4 d'octubre de 2002    | Apache Point         | Sloan Digital Sky Survey                               |
| 287329       | 2002 TX308             | 4 d'octubre de 2002    | Apache Point         | Sloan Digital Sky Survey                               |
| 287330       | 2002 TY312             | 4 d'octubre de 2002    | Apache Point         | Sloan Digital Sky Survey                               |
| 287331       | 2002 TV314             | 4 d'octubre de 2002    | Apache Point         | Sloan Digital Sky Survey                               |
| 287332       | 2002 TZ314             | 4 d'octubre de 2002    | Apache Point         | Sloan Digital Sky Survey                               |
| 287333       | 2002 TG315             | 4 d'octubre de 2002    | Apache Point         | Sloan Digital Sky Survey                               |
| 287334       | 2002 TF316             | 4 d'octubre de 2002    | Apache Point         | Sloan Digital Sky Survey                               |
| 287335       | 2002 TV316             | 4 d'octubre de 2002    | Apache Point         | Sloan Digital Sky Survey                               |
| 287336       | 2002 TP329             | 5 d'octubre de 2002    | Apache Point         | Sloan Digital Sky Survey                               |
| 287337       | 2002 TM332             | 5 d'octubre de 2002    | Apache Point         | Sloan Digital Sky Survey                               |
| 287338       | 2002 TN332             | 5 d'octubre de 2002    | Apache Point         | Sloan Digital Sky Survey                               |
| 287339       | 2002 TU334             | 5 d'octubre de 2002    | Apache Point         | Sloan Digital Sky Survey                               |
| 287340       | 2002 TU343             | 5 d'octubre de 2002    | Apache Point         | Sloan Digital Sky Survey                               |
| 287341       | 2002 TU348             | 5 d'octubre de 2002    | Apache Point         | Sloan Digital Sky Survey                               |
| 287342       | 2002 TN350             | 10 d'octubre de 2002   | Apache Point         | Sloan Digital Sky Survey                               |
| 287343       | 2002 TK353             | 10 d'octubre de 2002   | Apache Point         | Sloan Digital Sky Survey                               |
| 287344       | 2002 TE354             | 10 d'octubre de 2002   | Apache Point         | Sloan Digital Sky Survey                               |
| 287345       | 2002 TN363             | 10 d'octubre de 2002   | Apache Point         | Sloan Digital Sky Survey                               |
| 287346       | 2002 TX371             | 10 d'octubre de 2002   | Apache Point         | Sloan Digital Sky Survey                               |
| 287347 Mézes | 2002 TM382             | 9 d'octubre de 2002    | Palomar              | NEAT                                                   |
| 287348       | 2002 TE384             | 15 d'octubre de 2002   | Palomar              | NEAT                                                   |
| 287349       | 2002 TP384             | 13 d'octubre de 2002   | Kitt Peak            | Spacewatch                                             |
| 287350       | 2002 TA387             | 24 de setembre de 1960 | Palomar              | C. J. van Houten, I. van Houten-Groeneveld, T. Gehrels |
| 287351       | 2002 US1               | 28 d'octubre de 2002   | Nogales              | C. W. Juels, P. R. Holvorcem                           |
| 287352       | 2002 UG3               | 28 d'octubre de 2002   | Palomar              | NEAT                                                   |
| 287353       | 2002 UL7               | 28 d'octubre de 2002   | Palomar              | NEAT                                                   |
| 287354       | 2002 UT10              | 29 d'octubre de 2002   | Kitt Peak            | Spacewatch                                             |
| 287355       | 2002 UU12              | 28 d'octubre de 2002   | Palomar              | NEAT                                                   |
| 287356       | 2002 UB13              | 28 d'octubre de 2002   | Haleakala            | NEAT                                                   |
| 287357       | 2002 UR18              | 30 d'octubre de 2002   | Palomar              | NEAT                                                   |
| 287358       | 2002 UA27              | 31 d'octubre de 2002   | Anderson Mesa        | LONEOS                                                 |
| 287359       | 2002 UB29              | 31 d'octubre de 2002   | Socorro              | LINEAR                                                 |
| 287360       | 2002 UO41              | 31 d'octubre de 2002   | Palomar              | NEAT                                                   |
| 287361       | 2002 UY48              | 31 d'octubre de 2002   | Socorro              | LINEAR                                                 |
| 287362       | 2002 UY51              | 29 d'octubre de 2002   | Apache Point         | Sloan Digital Sky Survey                               |
| 287363       | 2002 UF53              | 29 d'octubre de 2002   | Apache Point         | Sloan Digital Sky Survey                               |
| 287364       | 2002 UY57              | 29 d'octubre de 2002   | Apache Point         | Sloan Digital Sky Survey                               |
| 287365       | 2002 UA62              | 30 d'octubre de 2002   | Apache Point         | Sloan Digital Sky Survey                               |
| 287366       | 2002 UX63              | 30 d'octubre de 2002   | Apache Point         | Sloan Digital Sky Survey                               |
| 287367       | 2002 UP65              | 30 d'octubre de 2002   | Apache Point         | Sloan Digital Sky Survey                               |
| 287368       | 2002 UB66              | 30 d'octubre de 2002   | Apache Point         | Sloan Digital Sky Survey                               |
| 287369       | 2002 UN72              | 16 d'octubre de 2002   | Palomar              | NEAT                                                   |
| 287370       | 2002 UQ72              | 16 d'octubre de 2002   | Palomar              | NEAT                                                   |
| 287371       | 2002 UC73              | 16 d'octubre de 2002   | Palomar              | NEAT                                                   |
| 287372       | 2002 UE77              | 18 d'octubre de 2002   | Palomar              | NEAT                                                   |
| 287373       | 2002 UG77              | 18 d'octubre de 2002   | Palomar              | NEAT                                                   |
| 287374       | 2002 VR                | 2 de novembre de 2002  | Wrightwood           | J. W. Young                                            |
| 287375       | 2002 VL4               | 4 de novembre de 2002  | Palomar              | NEAT                                                   |
| 287376       | 2002 VD6               | 4 de novembre de 2002  | Haleakala            | NEAT                                                   |
| 287377       | 2002 VW12              | 4 de novembre de 2002  | Palomar              | NEAT                                                   |
| 287378       | 2002 VQ13              | 4 de novembre de 2002  | Kitt Peak            | Spacewatch                                             |
| 287379       | 2002 VS13              | 5 de novembre de 2002  | Socorro              | LINEAR                                                 |
| 287380       | 2002 VT14              | 4 de novembre de 2002  | Palomar              | NEAT                                                   |
| 287381       | 2002 VG16              | 4 de novembre de 2002  | Kitt Peak            | Spacewatch                                             |
| 287382       | 2002 VJ16              | 5 de novembre de 2002  | Socorro              | LINEAR                                                 |
| 287383       | 2002 VW20              | 5 de novembre de 2002  | Socorro              | LINEAR                                                 |
| 287384       | 2002 VE21              | 5 de novembre de 2002  | Socorro              | LINEAR                                                 |
| 287385       | 2002 VW21              | 5 de novembre de 2002  | Socorro              | LINEAR                                                 |
| 287386       | 2002 VK35              | 5 de novembre de 2002  | Kitt Peak            | Spacewatch                                             |
| 287387       | 2002 VS40              | 1 de novembre de 2002  | Palomar              | NEAT                                                   |
| 287388       | 2002 VY43              | 4 de novembre de 2002  | Palomar              | NEAT                                                   |
| 287389       | 2002 VX53              | 6 de novembre de 2002  | Socorro              | LINEAR                                                 |
| 287390       | 2002 VV62              | 6 de novembre de 2002  | Socorro              | LINEAR                                                 |
| 287391       | 2002 VT64              | 7 de novembre de 2002  | Anderson Mesa        | LONEOS                                                 |
| 287392       | 2002 VU70              | 7 de novembre de 2002  | Socorro              | LINEAR                                                 |
| 287393       | 2002 VE72              | 7 de novembre de 2002  | Socorro              | LINEAR                                                 |
| 287394       | 2002 VH73              | 7 de novembre de 2002  | Socorro              | LINEAR                                                 |
| 287395       | 2002 VA77              | 7 de novembre de 2002  | Socorro              | LINEAR                                                 |
| 287396       | 2002 VU85              | 8 de novembre de 2002  | Socorro              | LINEAR                                                 |
| 287397       | 2002 VA91              | 11 de novembre de 2002 | Kitt Peak            | Spacewatch                                             |
| 287398       | 2002 VO92              | 11 de novembre de 2002 | Socorro              | LINEAR                                                 |
| 287399       | 2002 VM93              | 11 de novembre de 2002 | Essen                | Essen                                                  |
| 287400       | 2002 VG95              | 14 de novembre de 2002 | Socorro              | LINEAR                                                 |

## 287401-287500
| Nom    | Designació provisional | Data de descobriment   | Lloc de descobriment | Descobridor/s            |
| ------ | ---------------------- | ---------------------- | -------------------- | ------------------------ |
| 287401 | 2002 VA98              | 12 de novembre de 2002 | Socorro              | LINEAR                   |
| 287402 | 2002 VS103             | 12 de novembre de 2002 | Socorro              | LINEAR                   |
| 287403 | 2002 VN106             | 12 de novembre de 2002 | Socorro              | LINEAR                   |
| 287404 | 2002 VB110             | 12 de novembre de 2002 | Socorro              | LINEAR                   |
| 287405 | 2002 VX110             | 13 de novembre de 2002 | Palomar              | NEAT                     |
| 287406 | 2002 VT113             | 13 de novembre de 2002 | Palomar              | NEAT                     |
| 287407 | 2002 VM115             | 11 de novembre de 2002 | Anderson Mesa        | LONEOS                   |
| 287408 | 2002 VU116             | 13 de novembre de 2002 | Palomar              | NEAT                     |
| 287409 | 2002 VE117             | 13 de novembre de 2002 | Palomar              | NEAT                     |
| 287410 | 2002 VA122             | 13 de novembre de 2002 | Palomar              | NEAT                     |
| 287411 | 2002 VE128             | 6 de novembre de 2002  | Haleakala            | NEAT                     |
| 287412 | 2002 VY132             | 1 de novembre de 2002  | Socorro              | LINEAR                   |
| 287413 | 2002 VG144             | 12 de novembre de 2002 | Palomar              | NEAT                     |
| 287414 | 2002 VW145             | 15 de novembre de 2002 | Palomar              | NEAT                     |
| 287415 | 2002 VB146             | 14 de novembre de 2002 | Palomar              | NEAT                     |
| 287416 | 2002 WG2               | 23 de novembre de 2002 | Palomar              | NEAT                     |
| 287417 | 2002 WX2               | 24 de novembre de 2002 | Wrightwood           | J. W. Young              |
| 287418 | 2002 WV9               | 24 de novembre de 2002 | Palomar              | NEAT                     |
| 287419 | 2002 WF13              | 30 de novembre de 2002 | Socorro              | LINEAR                   |
| 287420 | 2002 WE20              | 25 de novembre de 2002 | Palomar              | S. F. Hoenig             |
| 287421 | 2002 WN21              | 24 de novembre de 2002 | Palomar              | NEAT                     |
| 287422 | 2002 WS21              | 24 de novembre de 2002 | Palomar              | NEAT                     |
| 287423 | 2002 WZ21              | 16 de novembre de 2002 | Palomar              | NEAT                     |
| 287424 | 2002 WH22              | 24 de novembre de 2002 | Palomar              | NEAT                     |
| 287425 | 2002 WJ22              | 24 de novembre de 2002 | Palomar              | NEAT                     |
| 287426 | 2002 WM23              | 24 de novembre de 2002 | Palomar              | NEAT                     |
| 287427 | 2002 WP23              | 24 de novembre de 2002 | Palomar              | NEAT                     |
| 287428 | 2002 WH24              | 16 de novembre de 2002 | Palomar              | NEAT                     |
| 287429 | 2002 WL25              | 22 de novembre de 2002 | Palomar              | NEAT                     |
| 287430 | 2002 WP27              | 23 de novembre de 2002 | Palomar              | NEAT                     |
| 287431 | 2002 WH28              | 16 de novembre de 2002 | Palomar              | NEAT                     |
| 287432 | 2002 WP28              | 24 de novembre de 2002 | Palomar              | NEAT                     |
| 287433 | 2002 WQ28              | 23 de novembre de 2002 | Palomar              | NEAT                     |
| 287434 | 2002 WZ28              | 22 de novembre de 2002 | Palomar              | NEAT                     |
| 287435 | 2002 XM3               | 1 de desembre de 2002  | Socorro              | LINEAR                   |
| 287436 | 2002 XP3               | 2 de desembre de 2002  | Emerald Lane         | L. Ball                  |
| 287437 | 2002 XA6               | 1 de desembre de 2002  | Socorro              | LINEAR                   |
| 287438 | 2002 XK11              | 3 de desembre de 2002  | Palomar              | NEAT                     |
| 287439 | 2002 XL23              | 5 de desembre de 2002  | Socorro              | LINEAR                   |
| 287440 | 2002 XY24              | 5 de desembre de 2002  | Socorro              | LINEAR                   |
| 287441 | 2002 XW33              | 5 de desembre de 2002  | Socorro              | LINEAR                   |
| 287442 | 2002 XU36              | 6 de desembre de 2002  | Socorro              | LINEAR                   |
| 287443 | 2002 XP38              | 7 de desembre de 2002  | Socorro              | LINEAR                   |
| 287444 | 2002 XM48              | 10 de desembre de 2002 | Socorro              | LINEAR                   |
| 287445 | 2002 XU57              | 11 de desembre de 2002 | Palomar              | NEAT                     |
| 287446 | 2002 XD64              | 11 de desembre de 2002 | Socorro              | LINEAR                   |
| 287447 | 2002 XO64              | 11 de desembre de 2002 | Socorro              | LINEAR                   |
| 287448 | 2002 XX72              | 11 de desembre de 2002 | Socorro              | LINEAR                   |
| 287449 | 2002 XR82              | 12 de desembre de 2002 | Palomar              | NEAT                     |
| 287450 | 2002 XW95              | 5 de desembre de 2002  | Socorro              | LINEAR                   |
| 287451 | 2002 XU115             | 7 de desembre de 2002  | Apache Point         | Sloan Digital Sky Survey |
| 287452 | 2002 XL119             | 10 de desembre de 2002 | Palomar              | NEAT                     |
| 287453 | 2002 XU119             | 10 de desembre de 2002 | Palomar              | NEAT                     |
| 287454 | 2002 YX7               | 30 de desembre de 2002 | Bohyunsan            | Y.-B. Jeon, B.-C. Lee    |
| 287455 | 2002 YM13              | 31 de desembre de 2002 | Socorro              | LINEAR                   |
| 287456 | 2002 YC15              | 31 de desembre de 2002 | Kitt Peak            | Spacewatch               |
| 287457 | 2002 YH21              | 31 de desembre de 2002 | Socorro              | LINEAR                   |
| 287458 | 2002 YG23              | 31 de desembre de 2002 | Socorro              | LINEAR                   |
| 287459 | 2002 YP24              | 31 de desembre de 2002 | Socorro              | LINEAR                   |
| 287460 | 2002 YW32              | 27 de desembre de 2002 | Palomar              | NEAT                     |
| 287461 | 2002 YD33              | 30 de desembre de 2002 | Socorro              | LINEAR                   |
| 287462 | 2003 AX6               | 2 de gener de 2003     | Socorro              | LINEAR                   |
| 287463 | 2003 AD19              | 4 de gener de 2003     | Socorro              | LINEAR                   |
| 287464 | 2003 AZ20              | 5 de gener de 2003     | Socorro              | LINEAR                   |
| 287465 | 2003 AX24              | 4 de gener de 2003     | Socorro              | LINEAR                   |
| 287466 | 2003 AE30              | 4 de gener de 2003     | Socorro              | LINEAR                   |
| 287467 | 2003 AL35              | 7 de gener de 2003     | Socorro              | LINEAR                   |
| 287468 | 2003 AZ36              | 7 de gener de 2003     | Socorro              | LINEAR                   |
| 287469 | 2003 AC37              | 7 de gener de 2003     | Socorro              | LINEAR                   |
| 287470 | 2003 AE42              | 7 de gener de 2003     | Socorro              | LINEAR                   |
| 287471 | 2003 AK46              | 5 de gener de 2003     | Socorro              | LINEAR                   |
| 287472 | 2003 AJ53              | 5 de gener de 2003     | Socorro              | LINEAR                   |
| 287473 | 2003 AO62              | 8 de gener de 2003     | Socorro              | LINEAR                   |
| 287474 | 2003 AQ62              | 8 de gener de 2003     | Socorro              | LINEAR                   |
| 287475 | 2003 AY66              | 7 de gener de 2003     | Socorro              | LINEAR                   |
| 287476 | 2003 AT71              | 10 de gener de 2003    | Socorro              | LINEAR                   |
| 287477 | 2003 AG73              | 11 de gener de 2003    | Kitt Peak            | Spacewatch               |
| 287478 | 2003 AR78              | 10 de gener de 2003    | Kitt Peak            | Spacewatch               |
| 287479 | 2003 AS80              | 11 de gener de 2003    | Socorro              | LINEAR                   |
| 287480 | 2003 AJ84              | 11 de gener de 2003    | Goodricke-Pigott     | R. A. Tucker             |
| 287481 | 2003 AW85              | 7 de gener de 2003     | Socorro              | LINEAR                   |
| 287482 | 2003 AU94              | 11 de gener de 2003    | Kitt Peak            | Spacewatch               |
| 287483 | 2003 BS5               | 24 de gener de 2003    | La Silla             | A. Boattini, H. Scholl   |
| 287484 | 2003 BF9               | 26 de gener de 2003    | Anderson Mesa        | LONEOS                   |
| 287485 | 2003 BG9               | 26 de gener de 2003    | Anderson Mesa        | LONEOS                   |
| 287486 | 2003 BG12              | 26 de gener de 2003    | Anderson Mesa        | LONEOS                   |
| 287487 | 2003 BZ14              | 26 de gener de 2003    | Haleakala            | NEAT                     |
| 287488 | 2003 BA17              | 26 de gener de 2003    | Haleakala            | NEAT                     |
| 287489 | 2003 BR17              | 27 de gener de 2003    | Socorro              | LINEAR                   |
| 287490 | 2003 BJ19              | 26 de gener de 2003    | Anderson Mesa        | LONEOS                   |
| 287491 | 2003 BK19              | 26 de gener de 2003    | Anderson Mesa        | LONEOS                   |
| 287492 | 2003 BX24              | 25 de gener de 2003    | Palomar              | NEAT                     |
| 287493 | 2003 BB28              | 26 de gener de 2003    | Haleakala            | NEAT                     |
| 287494 | 2003 BJ28              | 26 de gener de 2003    | Haleakala            | NEAT                     |
| 287495 | 2003 BV30              | 27 de gener de 2003    | Socorro              | LINEAR                   |
| 287496 | 2003 BS31              | 27 de gener de 2003    | Socorro              | LINEAR                   |
| 287497 | 2003 BV32              | 27 de gener de 2003    | Palomar              | NEAT                     |
| 287498 | 2003 BW32              | 27 de gener de 2003    | Palomar              | NEAT                     |
| 287499 | 2003 BJ38              | 27 de gener de 2003    | Anderson Mesa        | LONEOS                   |
| 287500 | 2003 BO38              | 27 de gener de 2003    | Anderson Mesa        | LONEOS                   |

## 287501-287600
| Nom    | Designació provisional | Data de descobriment | Lloc de descobriment | Descobridor/s    |
| ------ | ---------------------- | -------------------- | -------------------- | ---------------- |
| 287501 | 2003 BS38              | 27 de gener de 2003  | Socorro              | LINEAR           |
| 287502 | 2003 BQ43              | 27 de gener de 2003  | Socorro              | LINEAR           |
| 287503 | 2003 BB45              | 27 de gener de 2003  | Kitt Peak            | Spacewatch       |
| 287504 | 2003 BD48              | 27 de gener de 2003  | Anderson Mesa        | LONEOS           |
| 287505 | 2003 BO55              | 27 de gener de 2003  | Palomar              | NEAT             |
| 287506 | 2003 BS56              | 27 de gener de 2003  | Anderson Mesa        | LONEOS           |
| 287507 | 2003 BQ58              | 27 de gener de 2003  | Socorro              | LINEAR           |
| 287508 | 2003 BF62              | 28 de gener de 2003  | Palomar              | NEAT             |
| 287509 | 2003 BL63              | 28 de gener de 2003  | Kitt Peak            | Spacewatch       |
| 287510 | 2003 BM63              | 28 de gener de 2003  | Socorro              | LINEAR           |
| 287511 | 2003 BP65              | 30 de gener de 2003  | Anderson Mesa        | LONEOS           |
| 287512 | 2003 BV69              | 30 de gener de 2003  | Palomar              | NEAT             |
| 287513 | 2003 BA73              | 28 de gener de 2003  | Palomar              | NEAT             |
| 287514 | 2003 BD73              | 28 de gener de 2003  | Haleakala            | NEAT             |
| 287515 | 2003 BM75              | 29 de gener de 2003  | Palomar              | NEAT             |
| 287516 | 2003 BY76              | 29 de gener de 2003  | Palomar              | NEAT             |
| 287517 | 2003 BA78              | 30 de gener de 2003  | Haleakala            | NEAT             |
| 287518 | 2003 BW83              | 31 de gener de 2003  | Anderson Mesa        | LONEOS           |
| 287519 | 2003 BB93              | 25 de gener de 2003  | Palomar              | NEAT             |
| 287520 | 2003 CU5               | 1 de febrer de 2003  | Socorro              | LINEAR           |
| 287521 | 2003 CU8               | 1 de febrer de 2003  | Haleakala            | NEAT             |
| 287522 | 2003 CS10              | 3 de febrer de 2003  | Palomar              | NEAT             |
| 287523 | 2003 CX10              | 3 de febrer de 2003  | Anderson Mesa        | LONEOS           |
| 287524 | 2003 CT12              | 2 de febrer de 2003  | Anderson Mesa        | LONEOS           |
| 287525 | 2003 CP16              | 31 de gener de 2003  | Socorro              | LINEAR           |
| 287526 | 2003 CH25              | 7 de febrer de 2003  | Kitt Peak            | Spacewatch       |
| 287527 | 2003 DV                | 21 de febrer de 2003 | Palomar              | NEAT             |
| 287528 | 2003 DD1               | 21 de febrer de 2003 | Palomar              | NEAT             |
| 287529 | 2003 DU1               | 21 de febrer de 2003 | Palomar              | NEAT             |
| 287530 | 2003 DH4               | 20 de febrer de 2003 | Haleakala            | NEAT             |
| 287531 | 2003 DZ6               | 23 de febrer de 2003 | Campo Imperatore     | CINEOS           |
| 287532 | 2003 DF8               | 22 de febrer de 2003 | Palomar              | NEAT             |
| 287533 | 2003 DP8               | 22 de febrer de 2003 | Palomar              | NEAT             |
| 287534 | 2003 DY12              | 26 de febrer de 2003 | Campo Imperatore     | CINEOS           |
| 287535 | 2003 DM14              | 24 de febrer de 2003 | Haleakala            | NEAT             |
| 287536 | 2003 DX23              | 22 de febrer de 2003 | Palomar              | NEAT             |
| 287537 | 2003 EN2               | 5 de març de 2003    | Socorro              | LINEAR           |
| 287538 | 2003 ED8               | 6 de març de 2003    | Anderson Mesa        | LONEOS           |
| 287539 | 2003 ER11              | 6 de març de 2003    | Socorro              | LINEAR           |
| 287540 | 2003 EK18              | 6 de març de 2003    | Anderson Mesa        | LONEOS           |
| 287541 | 2003 EE20              | 6 de març de 2003    | Anderson Mesa        | LONEOS           |
| 287542 | 2003 EO20              | 6 de març de 2003    | Anderson Mesa        | LONEOS           |
| 287543 | 2003 EQ21              | 6 de març de 2003    | Socorro              | LINEAR           |
| 287544 | 2003 EV22              | 6 de març de 2003    | Socorro              | LINEAR           |
| 287545 | 2003 ED30              | 6 de març de 2003    | Palomar              | NEAT             |
| 287546 | 2003 ET33              | 7 de març de 2003    | Anderson Mesa        | LONEOS           |
| 287547 | 2003 EO42              | 9 de març de 2003    | Socorro              | LINEAR           |
| 287548 | 2003 EB45              | 7 de març de 2003    | Socorro              | LINEAR           |
| 287549 | 2003 EO45              | 7 de març de 2003    | Socorro              | LINEAR           |
| 287550 | 2003 EV45              | 7 de març de 2003    | Socorro              | LINEAR           |
| 287551 | 2003 EW49              | 10 de març de 2003   | Palomar              | NEAT             |
| 287552 | 2003 EL51              | 11 de març de 2003   | Palomar              | NEAT             |
| 287553 | 2003 EY53              | 9 de març de 2003    | Socorro              | LINEAR           |
| 287554 | 2003 EM62              | 9 de març de 2003    | Socorro              | LINEAR           |
| 287555 | 2003 FM                | 22 de març de 2003   | Palomar              | NEAT             |
| 287556 | 2003 FP3               | 24 de març de 2003   | Palomar              | NEAT             |
| 287557 | 2003 FG7               | 28 de març de 2003   | Piszkesteto          | K. Sarneczky     |
| 287558 | 2003 FN10              | 23 de març de 2003   | Kitt Peak            | Spacewatch       |
| 287559 | 2003 FT12              | 23 de març de 2003   | Kitt Peak            | Spacewatch       |
| 287560 | 2003 FZ16              | 24 de març de 2003   | Kitt Peak            | Spacewatch       |
| 287561 | 2003 FQ18              | 24 de març de 2003   | Kitt Peak            | Spacewatch       |
| 287562 | 2003 FV18              | 24 de març de 2003   | Kitt Peak            | Spacewatch       |
| 287563 | 2003 FS19              | 25 de març de 2003   | Palomar              | NEAT             |
| 287564 | 2003 FU21              | 25 de març de 2003   | Kitt Peak            | Spacewatch       |
| 287565 | 2003 FX21              | 25 de març de 2003   | Kitt Peak            | Spacewatch       |
| 287566 | 2003 FG22              | 25 de març de 2003   | Catalina             | CSS              |
| 287567 | 2003 FV23              | 23 de març de 2003   | Kitt Peak            | Spacewatch       |
| 287568 | 2003 FR24              | 24 de març de 2003   | Kitt Peak            | Spacewatch       |
| 287569 | 2003 FZ25              | 24 de març de 2003   | Kitt Peak            | Spacewatch       |
| 287570 | 2003 FU26              | 24 de març de 2003   | Kitt Peak            | Spacewatch       |
| 287571 | 2003 FM27              | 24 de març de 2003   | Kitt Peak            | Spacewatch       |
| 287572 | 2003 FX27              | 24 de març de 2003   | Kitt Peak            | Spacewatch       |
| 287573 | 2003 FM31              | 23 de març de 2003   | Kitt Peak            | Spacewatch       |
| 287574 | 2003 FU32              | 23 de març de 2003   | Kitt Peak            | Spacewatch       |
| 287575 | 2003 FO35              | 23 de març de 2003   | Kitt Peak            | Spacewatch       |
| 287576 | 2003 FE38              | 23 de març de 2003   | Kitt Peak            | Spacewatch       |
| 287577 | 2003 FE42              | 31 de març de 2003   | Wrightwood           | J. W. Young      |
| 287578 | 2003 FX44              | 24 de març de 2003   | Kitt Peak            | Spacewatch       |
| 287579 | 2003 FX58              | 26 de març de 2003   | Palomar              | NEAT             |
| 287580 | 2003 FQ64              | 26 de març de 2003   | Palomar              | NEAT             |
| 287581 | 2003 FO65              | 26 de març de 2003   | Palomar              | NEAT             |
| 287582 | 2003 FQ69              | 26 de març de 2003   | Palomar              | NEAT             |
| 287583 | 2003 FQ88              | 28 de març de 2003   | Kitt Peak            | Spacewatch       |
| 287584 | 2003 FJ89              | 29 de març de 2003   | Anderson Mesa        | LONEOS           |
| 287585 | 2003 FQ91              | 29 de març de 2003   | Anderson Mesa        | LONEOS           |
| 287586 | 2003 FQ92              | 29 de març de 2003   | Anderson Mesa        | LONEOS           |
| 287587 | 2003 FC102             | 31 de març de 2003   | Socorro              | LINEAR           |
| 287588 | 2003 FX105             | 26 de març de 2003   | Palomar              | NEAT             |
| 287589 | 2003 FN106             | 26 de març de 2003   | Palomar              | NEAT             |
| 287590 | 2003 FK108             | 30 de març de 2003   | Socorro              | LINEAR           |
| 287591 | 2003 FS108             | 31 de març de 2003   | Anderson Mesa        | LONEOS           |
| 287592 | 2003 FC117             | 24 de març de 2003   | Kitt Peak            | Spacewatch       |
| 287593 | 2003 FD119             | 26 de març de 2003   | Anderson Mesa        | LONEOS           |
| 287594 | 2003 FK122             | 31 de març de 2003   | Cerro Tololo         | Deep Lens Survey |
| 287595 | 2003 FG123             | 26 de març de 2003   | Anderson Mesa        | LONEOS           |
| 287596 | 2003 FR123             | 27 de març de 2003   | Kitt Peak            | Spacewatch       |
| 287597 | 2003 FJ126             | 31 de març de 2003   | Kitt Peak            | Spacewatch       |
| 287598 | 2003 FY131             | 24 de març de 2003   | Haleakala            | NEAT             |
| 287599 | 2003 FM132             | 24 de març de 2003   | Kitt Peak            | Spacewatch       |
| 287600 | 2003 FH133             | 26 de març de 2003   | Kitt Peak            | Spacewatch       |

## 287601-287700
| Nom    | Designació provisional | Data de descobriment | Lloc de descobriment | Descobridor/s                |
| ------ | ---------------------- | -------------------- | -------------------- | ---------------------------- |
| 287601 | 2003 GN                | 1 d'abril de 2003    | Socorro              | LINEAR                       |
| 287602 | 2003 GS5               | 1 d'abril de 2003    | Socorro              | LINEAR                       |
| 287603 | 2003 GO15              | 3 d'abril de 2003    | Anderson Mesa        | LONEOS                       |
| 287604 | 2003 GQ24              | 7 d'abril de 2003    | Kitt Peak            | Spacewatch                   |
| 287605 | 2003 GH29              | 7 d'abril de 2003    | Socorro              | LINEAR                       |
| 287606 | 2003 GD36              | 5 d'abril de 2003    | Anderson Mesa        | LONEOS                       |
| 287607 | 2003 GZ37              | 8 d'abril de 2003    | Kitt Peak            | Spacewatch                   |
| 287608 | 2003 GW39              | 8 d'abril de 2003    | Kitt Peak            | Spacewatch                   |
| 287609 | 2003 GU40              | 9 d'abril de 2003    | Palomar              | NEAT                         |
| 287610 | 2003 GF47              | 7 d'abril de 2003    | Kitt Peak            | Spacewatch                   |
| 287611 | 2003 GL48              | 9 d'abril de 2003    | Palomar              | NEAT                         |
| 287612 | 2003 GD54              | 3 d'abril de 2003    | Anderson Mesa        | LONEOS                       |
| 287613 | 2003 GL54              | 1 d'abril de 2003    | Anderson Mesa        | LONEOS                       |
| 287614 | 2003 GV56              | 5 d'abril de 2003    | Kitt Peak            | Spacewatch                   |
| 287615 | 2003 HK                | 21 d'abril de 2003   | Catalina             | CSS                          |
| 287616 | 2003 HG4               | 24 d'abril de 2003   | Anderson Mesa        | LONEOS                       |
| 287617 | 2003 HY7               | 24 d'abril de 2003   | Anderson Mesa        | LONEOS                       |
| 287618 | 2003 HU12              | 24 d'abril de 2003   | Kitt Peak            | Spacewatch                   |
| 287619 | 2003 HD13              | 24 d'abril de 2003   | Kitt Peak            | Spacewatch                   |
| 287620 | 2003 HW13              | 25 d'abril de 2003   | Campo Imperatore     | CINEOS                       |
| 287621 | 2003 HE14              | 26 d'abril de 2003   | Kitt Peak            | Spacewatch                   |
| 287622 | 2003 HO16              | 28 d'abril de 2003   | Emerald Lane         | L. Ball                      |
| 287623 | 2003 HW16              | 24 d'abril de 2003   | Anderson Mesa        | LONEOS                       |
| 287624 | 2003 HA17              | 24 d'abril de 2003   | Anderson Mesa        | LONEOS                       |
| 287625 | 2003 HC22              | 27 d'abril de 2003   | Anderson Mesa        | LONEOS                       |
| 287626 | 2003 HT29              | 28 d'abril de 2003   | Anderson Mesa        | LONEOS                       |
| 287627 | 2003 HL33              | 26 d'abril de 2003   | Kitt Peak            | Spacewatch                   |
| 287628 | 2003 HV33              | 28 d'abril de 2003   | Kitt Peak            | Spacewatch                   |
| 287629 | 2003 HO34              | 29 d'abril de 2003   | Kitt Peak            | Spacewatch                   |
| 287630 | 2003 HP34              | 29 d'abril de 2003   | Kitt Peak            | Spacewatch                   |
| 287631 | 2003 HY34              | 26 d'abril de 2003   | Kitt Peak            | Spacewatch                   |
| 287632 | 2003 HM35              | 26 d'abril de 2003   | Kitt Peak            | Spacewatch                   |
| 287633 | 2003 HN35              | 26 d'abril de 2003   | Kitt Peak            | Spacewatch                   |
| 287634 | 2003 HH43              | 29 d'abril de 2003   | Anderson Mesa        | LONEOS                       |
| 287635 | 2003 HJ45              | 29 d'abril de 2003   | Socorro              | LINEAR                       |
| 287636 | 2003 HW54              | 24 d'abril de 2003   | Campo Imperatore     | CINEOS                       |
| 287637 | 2003 HZ54              | 25 d'abril de 2003   | Kitt Peak            | Spacewatch                   |
| 287638 | 2003 HP58              | 25 d'abril de 2003   | Kitt Peak            | Spacewatch                   |
| 287639 | 2003 JZ1               | 1 de maig de 2003    | Kitt Peak            | Spacewatch                   |
| 287640 | 2003 JP2               | 1 de maig de 2003    | Kitt Peak            | Spacewatch                   |
| 287641 | 2003 JA4               | 3 de maig de 2003    | Klet                 | Klet                         |
| 287642 | 2003 JV5               | 1 de maig de 2003    | Kitt Peak            | Spacewatch                   |
| 287643 | 2003 JP16              | 9 de maig de 2003    | Haleakala            | NEAT                         |
| 287644 | 2003 JD18              | 2 de maig de 2003    | Socorro              | LINEAR                       |
| 287645 | 2003 KW6               | 25 de maig de 2003   | Kitt Peak            | Spacewatch                   |
| 287646 | 2003 KD7               | 23 de maig de 2003   | Kitt Peak            | Spacewatch                   |
| 287647 | 2003 KR7               | 25 de maig de 2003   | Kitt Peak            | Spacewatch                   |
| 287648 | 2003 KC10              | 22 de maig de 2003   | Kitt Peak            | Spacewatch                   |
| 287649 | 2003 KF15              | 25 de maig de 2003   | Kitt Peak            | Spacewatch                   |
| 287650 | 2003 KM16              | 26 de maig de 2003   | Haleakala            | NEAT                         |
| 287651 | 2003 KV17              | 27 de maig de 2003   | Haleakala            | NEAT                         |
| 287652 | 2003 KV19              | 30 de maig de 2003   | Socorro              | LINEAR                       |
| 287653 | 2003 KZ29              | 25 de maig de 2003   | Nogales              | Tenagra II                   |
| 287654 | 2003 LK9               | 2 de juny de 2003    | Nogales              | Tenagra II                   |
| 287655 | 2003 MW2               | 25 de juny de 2003   | Nogales              | M. Schwartz, P. R. Holvorcem |
| 287656 | 2003 MF4               | 23 de juny de 2003   | Nogales              | M. Schwartz, P. R. Holvorcem |
| 287657 | 2003 ME5               | 26 de juny de 2003   | Socorro              | LINEAR                       |
| 287658 | 2003 MJ8               | 28 de juny de 2003   | Socorro              | LINEAR                       |
| 287659 | 2003 MV9               | 28 de juny de 2003   | Reedy Creek          | J. Broughton                 |
| 287660 | 2003 ND1               | 2 de juliol de 2003  | Haleakala            | NEAT                         |
| 287661 | 2003 NZ4               | 4 de juliol de 2003  | Reedy Creek          | J. Broughton                 |
| 287662 | 2003 NW6               | 7 de juliol de 2003  | Reedy Creek          | J. Broughton                 |
| 287663 | 2003 NY11              | 3 de juliol de 2003  | Kitt Peak            | Spacewatch                   |
| 287664 | 2003 NS12              | 3 de juliol de 2003  | Kitt Peak            | Spacewatch                   |
| 287665 | 2003 OD2               | 22 de juliol de 2003 | Haleakala            | NEAT                         |
| 287666 | 2003 OS4               | 22 de juliol de 2003 | Haleakala            | NEAT                         |
| 287667 | 2003 OH8               | 26 de juliol de 2003 | Reedy Creek          | J. Broughton                 |
| 287668 | 2003 OQ8               | 26 de juliol de 2003 | Reedy Creek          | J. Broughton                 |
| 287669 | 2003 OM12              | 23 de juliol de 2003 | Palomar              | NEAT                         |
| 287670 | 2003 OT20              | 31 de juliol de 2003 | Reedy Creek          | J. Broughton                 |
| 287671 | 2003 OE23              | 30 de juliol de 2003 | Campo Imperatore     | CINEOS                       |
| 287672 | 2003 OH27              | 24 de juliol de 2003 | Palomar              | NEAT                         |
| 287673 | 2003 PU1               | 1 d'agost de 2003    | Haleakala            | NEAT                         |
| 287674 | 2003 PR6               | 1 d'agost de 2003    | Socorro              | LINEAR                       |
| 287675 | 2003 QE1               | 19 d'agost de 2003   | Campo Imperatore     | CINEOS                       |
| 287676 | 2003 QP1               | 19 d'agost de 2003   | Campo Imperatore     | CINEOS                       |
| 287677 | 2003 QB4               | 18 d'agost de 2003   | Haleakala            | NEAT                         |
| 287678 | 2003 QY4               | 20 d'agost de 2003   | Campo Imperatore     | CINEOS                       |
| 287679 | 2003 QV6               | 20 d'agost de 2003   | Campo Imperatore     | CINEOS                       |
| 287680 | 2003 QG14              | 20 d'agost de 2003   | Palomar              | NEAT                         |
| 287681 | 2003 QO14              | 20 d'agost de 2003   | Palomar              | NEAT                         |
| 287682 | 2003 QX14              | 20 d'agost de 2003   | Palomar              | NEAT                         |
| 287683 | 2003 QA17              | 21 d'agost de 2003   | Campo Imperatore     | CINEOS                       |
| 287684 | 2003 QQ17              | 22 d'agost de 2003   | Palomar              | NEAT                         |
| 287685 | 2003 QA18              | 22 d'agost de 2003   | Palomar              | NEAT                         |
| 287686 | 2003 QK18              | 22 d'agost de 2003   | Socorro              | LINEAR                       |
| 287687 | 2003 QS19              | 22 d'agost de 2003   | Palomar              | NEAT                         |
| 287688 | 2003 QY20              | 22 d'agost de 2003   | Palomar              | NEAT                         |
| 287689 | 2003 QN21              | 22 d'agost de 2003   | Palomar              | NEAT                         |
| 287690 | 2003 QF22              | 20 d'agost de 2003   | Palomar              | NEAT                         |
| 287691 | 2003 QD23              | 20 d'agost de 2003   | Palomar              | NEAT                         |
| 287692 | 2003 QX27              | 23 d'agost de 2003   | Klet                 | Klet                         |
| 287693 | 2003 QD31              | 24 d'agost de 2003   | Piszkesteto          | Piszkesteto                  |
| 287694 | 2003 QL31              | 20 d'agost de 2003   | Palomar              | NEAT                         |
| 287695 | 2003 QM31              | 21 d'agost de 2003   | Haleakala            | NEAT                         |
| 287696 | 2003 QD34              | 22 d'agost de 2003   | Palomar              | NEAT                         |
| 287697 | 2003 QA36              | 22 d'agost de 2003   | Socorro              | LINEAR                       |
| 287698 | 2003 QP37              | 22 d'agost de 2003   | Palomar              | NEAT                         |
| 287699 | 2003 QG38              | 22 d'agost de 2003   | Socorro              | LINEAR                       |
| 287700 | 2003 QJ43              | 22 d'agost de 2003   | Haleakala            | NEAT                         |

## 287701-287800
| Nom    | Designació provisional | Data de descobriment   | Lloc de descobriment | Descobridor/s           |
| ------ | ---------------------- | ---------------------- | -------------------- | ----------------------- |
| 287701 | 2003 QC45              | 23 d'agost de 2003     | Socorro              | LINEAR                  |
| 287702 | 2003 QE46              | 23 d'agost de 2003     | Palomar              | NEAT                    |
| 287703 | 2003 QR48              | 21 d'agost de 2003     | Palomar              | NEAT                    |
| 287704 | 2003 QE49              | 22 d'agost de 2003     | Palomar              | NEAT                    |
| 287705 | 2003 QC53              | 23 d'agost de 2003     | Socorro              | LINEAR                  |
| 287706 | 2003 QQ53              | 23 d'agost de 2003     | Socorro              | LINEAR                  |
| 287707 | 2003 QT59              | 23 d'agost de 2003     | Socorro              | LINEAR                  |
| 287708 | 2003 QW62              | 23 d'agost de 2003     | Socorro              | LINEAR                  |
| 287709 | 2003 QT68              | 26 d'agost de 2003     | Socorro              | LINEAR                  |
| 287710 | 2003 QB69              | 26 d'agost de 2003     | Reedy Creek          | J. Broughton            |
| 287711 | 2003 QO69              | 26 d'agost de 2003     | Piszkesteto          | K. Sarneczky, B. Sipocz |
| 287712 | 2003 QR85              | 24 d'agost de 2003     | Socorro              | LINEAR                  |
| 287713 | 2003 QB87              | 25 d'agost de 2003     | Socorro              | LINEAR                  |
| 287714 | 2003 QC90              | 26 d'agost de 2003     | Cerro Tololo         | M. W. Buie              |
| 287715 | 2003 QH94              | 28 d'agost de 2003     | Haleakala            | NEAT                    |
| 287716 | 2003 QC95              | 29 d'agost de 2003     | Haleakala            | NEAT                    |
| 287717 | 2003 QD95              | 29 d'agost de 2003     | Haleakala            | NEAT                    |
| 287718 | 2003 QK95              | 30 d'agost de 2003     | Kitt Peak            | Spacewatch              |
| 287719 | 2003 QC102             | 30 d'agost de 2003     | Kitt Peak            | Spacewatch              |
| 287720 | 2003 QA105             | 31 d'agost de 2003     | Kitt Peak            | Spacewatch              |
| 287721 | 2003 QB110             | 31 d'agost de 2003     | Kitt Peak            | Spacewatch              |
| 287722 | 2003 QR114             | 25 d'agost de 2003     | Palomar              | NEAT                    |
| 287723 | 2003 QX119             | 27 d'agost de 2003     | Palomar              | NEAT                    |
| 287724 | 2003 QB120             | 28 d'agost de 2003     | Palomar              | NEAT                    |
| 287725 | 2003 RG                | 1 de setembre de 2003  | Socorro              | LINEAR                  |
| 287726 | 2003 RC8               | 4 de setembre de 2003  | Campo Imperatore     | CINEOS                  |
| 287727 | 2003 RX8               | 1 de setembre de 2003  | Socorro              | LINEAR                  |
| 287728 | 2003 RF12              | 13 de setembre de 2003 | Haleakala            | NEAT                    |
| 287729 | 2003 RD15              | 15 de setembre de 2003 | Palomar              | NEAT                    |
| 287730 | 2003 RB19              | 15 de setembre de 2003 | Anderson Mesa        | LONEOS                  |
| 287731 | 2003 RN19              | 15 de setembre de 2003 | Anderson Mesa        | LONEOS                  |
| 287732 | 2003 RS21              | 13 de setembre de 2003 | Haleakala            | NEAT                    |
| 287733 | 2003 RT25              | 15 de setembre de 2003 | Palomar              | NEAT                    |
| 287734 | 2003 RD27              | 3 de setembre de 2003  | Socorro              | LINEAR                  |
| 287735 | 2003 SM1               | 16 de setembre de 2003 | Kitt Peak            | Spacewatch              |
| 287736 | 2003 SZ4               | 16 de setembre de 2003 | Kitt Peak            | Spacewatch              |
| 287737 | 2003 SX5               | 16 de setembre de 2003 | Palomar              | NEAT                    |
| 287738 | 2003 SG6               | 16 de setembre de 2003 | Haleakala            | NEAT                    |
| 287739 | 2003 SA8               | 16 de setembre de 2003 | Palomar              | NEAT                    |
| 287740 | 2003 SU9               | 17 de setembre de 2003 | Kitt Peak            | Spacewatch              |
| 287741 | 2003 SA12              | 16 de setembre de 2003 | Kitt Peak            | Spacewatch              |
| 287742 | 2003 SL12              | 16 de setembre de 2003 | Palomar              | NEAT                    |
| 287743 | 2003 SN16              | 17 de setembre de 2003 | Kitt Peak            | Spacewatch              |
| 287744 | 2003 SS23              | 17 de setembre de 2003 | Kitt Peak            | Spacewatch              |
| 287745 | 2003 SJ24              | 17 de setembre de 2003 | Palomar              | NEAT                    |
| 287746 | 2003 SR26              | 17 de setembre de 2003 | Haleakala            | NEAT                    |
| 287747 | 2003 SV26              | 18 de setembre de 2003 | Palomar              | NEAT                    |
| 287748 | 2003 SX30              | 18 de setembre de 2003 | Kitt Peak            | Spacewatch              |
| 287749 | 2003 SJ32              | 17 de setembre de 2003 | Palomar              | NEAT                    |
| 287750 | 2003 SS33              | 18 de setembre de 2003 | Socorro              | LINEAR                  |
| 287751 | 2003 SU35              | 17 de setembre de 2003 | Haleakala            | NEAT                    |
| 287752 | 2003 SG38              | 16 de setembre de 2003 | Palomar              | NEAT                    |
| 287753 | 2003 SS39              | 16 de setembre de 2003 | Palomar              | NEAT                    |
| 287754 | 2003 SX40              | 17 de setembre de 2003 | Palomar              | NEAT                    |
| 287755 | 2003 SR41              | 18 de setembre de 2003 | Palomar              | NEAT                    |
| 287756 | 2003 SY42              | 16 de setembre de 2003 | Anderson Mesa        | LONEOS                  |
| 287757 | 2003 SS48              | 18 de setembre de 2003 | Palomar              | NEAT                    |
| 287758 | 2003 ST49              | 18 de setembre de 2003 | Palomar              | NEAT                    |
| 287759 | 2003 SN54              | 16 de setembre de 2003 | Anderson Mesa        | LONEOS                  |
| 287760 | 2003 SY58              | 17 de setembre de 2003 | Kitt Peak            | Spacewatch              |
| 287761 | 2003 SV60              | 17 de setembre de 2003 | Kitt Peak            | Spacewatch              |
| 287762 | 2003 SH61              | 17 de setembre de 2003 | Socorro              | LINEAR                  |
| 287763 | 2003 SY63              | 17 de setembre de 2003 | Campo Imperatore     | CINEOS                  |
| 287764 | 2003 SL65              | 18 de setembre de 2003 | Anderson Mesa        | LONEOS                  |
| 287765 | 2003 SU65              | 18 de setembre de 2003 | Socorro              | LINEAR                  |
| 287766 | 2003 SG67              | 19 de setembre de 2003 | Socorro              | LINEAR                  |
| 287767 | 2003 SS67              | 16 de setembre de 2003 | Kitt Peak            | Spacewatch              |
| 287768 | 2003 SE69              | 17 de setembre de 2003 | Kitt Peak            | Spacewatch              |
| 287769 | 2003 SE72              | 18 de setembre de 2003 | Kitt Peak            | Spacewatch              |
| 287770 | 2003 SP74              | 18 de setembre de 2003 | Kitt Peak            | Spacewatch              |
| 287771 | 2003 SB79              | 19 de setembre de 2003 | Kitt Peak            | Spacewatch              |
| 287772 | 2003 SE82              | 17 de setembre de 2003 | Kitt Peak            | Spacewatch              |
| 287773 | 2003 SD83              | 18 de setembre de 2003 | Kitt Peak            | Spacewatch              |
| 287774 | 2003 SA86              | 16 de setembre de 2003 | Kitt Peak            | Spacewatch              |
| 287775 | 2003 SD88              | 18 de setembre de 2003 | Campo Imperatore     | CINEOS                  |
| 287776 | 2003 SA89              | 18 de setembre de 2003 | Palomar              | NEAT                    |
| 287777 | 2003 SO91              | 18 de setembre de 2003 | Palomar              | NEAT                    |
| 287778 | 2003 SX93              | 18 de setembre de 2003 | Kitt Peak            | Spacewatch              |
| 287779 | 2003 SZ98              | 19 de setembre de 2003 | Haleakala            | NEAT                    |
| 287780 | 2003 SJ102             | 20 de setembre de 2003 | Socorro              | LINEAR                  |
| 287781 | 2003 SS103             | 20 de setembre de 2003 | Socorro              | LINEAR                  |
| 287782 | 2003 SP109             | 20 de setembre de 2003 | Kitt Peak            | Spacewatch              |
| 287783 | 2003 SE113             | 16 de setembre de 2003 | Kitt Peak            | Spacewatch              |
| 287784 | 2003 SG116             | 16 de setembre de 2003 | Socorro              | LINEAR                  |
| 287785 | 2003 SX117             | 16 de setembre de 2003 | Kitt Peak            | Spacewatch              |
| 287786 | 2003 SN119             | 17 de setembre de 2003 | Anderson Mesa        | LONEOS                  |
| 287787 | 2003 SY128             | 20 de setembre de 2003 | Piszkesteto          | Piszkesteto             |
| 287788 | 2003 SY133             | 18 de setembre de 2003 | Socorro              | LINEAR                  |
| 287789 | 2003 SP134             | 18 de setembre de 2003 | Palomar              | NEAT                    |
| 287790 | 2003 SB139             | 21 de setembre de 2003 | Socorro              | LINEAR                  |
| 287791 | 2003 SQ140             | 19 de setembre de 2003 | Palomar              | NEAT                    |
| 287792 | 2003 SO143             | 20 de setembre de 2003 | Palomar              | NEAT                    |
| 287793 | 2003 SR143             | 21 de setembre de 2003 | Socorro              | LINEAR                  |
| 287794 | 2003 SU146             | 20 de setembre de 2003 | Palomar              | NEAT                    |
| 287795 | 2003 SY152             | 19 de setembre de 2003 | Anderson Mesa        | LONEOS                  |
| 287796 | 2003 SJ155             | 19 de setembre de 2003 | Anderson Mesa        | LONEOS                  |
| 287797 | 2003 SL155             | 19 de setembre de 2003 | Anderson Mesa        | LONEOS                  |
| 287798 | 2003 SS159             | 22 de setembre de 2003 | Kitt Peak            | Spacewatch              |
| 287799 | 2003 SK161             | 18 de setembre de 2003 | Socorro              | LINEAR                  |
| 287800 | 2003 SO161             | 18 de setembre de 2003 | Kitt Peak            | Spacewatch              |

## 287801-287900
| Nom    | Designació provisional | Data de descobriment   | Lloc de descobriment | Descobridor/s            |
| ------ | ---------------------- | ---------------------- | -------------------- | ------------------------ |
| 287801 | 2003 SD163             | 19 de setembre de 2003 | Kitt Peak            | Spacewatch               |
| 287802 | 2003 SG163             | 19 de setembre de 2003 | Kitt Peak            | Spacewatch               |
| 287803 | 2003 SU165             | 20 de setembre de 2003 | Palomar              | NEAT                     |
| 287804 | 2003 SG166             | 21 de setembre de 2003 | Kitt Peak            | Spacewatch               |
| 287805 | 2003 SC172             | 18 de setembre de 2003 | Socorro              | LINEAR                   |
| 287806 | 2003 SH172             | 18 de setembre de 2003 | Palomar              | NEAT                     |
| 287807 | 2003 SU172             | 18 de setembre de 2003 | Socorro              | LINEAR                   |
| 287808 | 2003 SP173             | 18 de setembre de 2003 | Palomar              | NEAT                     |
| 287809 | 2003 SR175             | 18 de setembre de 2003 | Kitt Peak            | Spacewatch               |
| 287810 | 2003 SJ176             | 18 de setembre de 2003 | Palomar              | NEAT                     |
| 287811 | 2003 SS180             | 19 de setembre de 2003 | Kitt Peak            | Spacewatch               |
| 287812 | 2003 SW180             | 20 de setembre de 2003 | Kitt Peak            | Spacewatch               |
| 287813 | 2003 SD183             | 21 de setembre de 2003 | Kitt Peak            | Spacewatch               |
| 287814 | 2003 SR183             | 21 de setembre de 2003 | Socorro              | LINEAR                   |
| 287815 | 2003 SC186             | 22 de setembre de 2003 | Anderson Mesa        | LONEOS                   |
| 287816 | 2003 SV187             | 22 de setembre de 2003 | Kitt Peak            | Spacewatch               |
| 287817 | 2003 SX189             | 24 de setembre de 2003 | Palomar              | NEAT                     |
| 287818 | 2003 SH190             | 24 de setembre de 2003 | Haleakala            | NEAT                     |
| 287819 | 2003 SN190             | 17 de setembre de 2003 | Kitt Peak            | Spacewatch               |
| 287820 | 2003 SE193             | 20 de setembre de 2003 | Palomar              | NEAT                     |
| 287821 | 2003 SG193             | 20 de setembre de 2003 | Palomar              | NEAT                     |
| 287822 | 2003 SO193             | 20 de setembre de 2003 | Socorro              | LINEAR                   |
| 287823 | 2003 SK194             | 20 de setembre de 2003 | Kitt Peak            | Spacewatch               |
| 287824 | 2003 SK195             | 20 de setembre de 2003 | Palomar              | NEAT                     |
| 287825 | 2003 SX195             | 20 de setembre de 2003 | Palomar              | NEAT                     |
| 287826 | 2003 SA197             | 21 de setembre de 2003 | Anderson Mesa        | LONEOS                   |
| 287827 | 2003 SC198             | 21 de setembre de 2003 | Anderson Mesa        | LONEOS                   |
| 287828 | 2003 SY198             | 21 de setembre de 2003 | Anderson Mesa        | LONEOS                   |
| 287829 | 2003 SB201             | 23 de setembre de 2003 | Sierra Nevada        | A. Sota                  |
| 287830 | 2003 SL201             | 26 de setembre de 2003 | Socorro              | LINEAR                   |
| 287831 | 2003 SM201             | 26 de setembre de 2003 | Socorro              | LINEAR                   |
| 287832 | 2003 SD203             | 22 de setembre de 2003 | Anderson Mesa        | LONEOS                   |
| 287833 | 2003 SF203             | 22 de setembre de 2003 | Anderson Mesa        | LONEOS                   |
| 287834 | 2003 SY203             | 22 de setembre de 2003 | Anderson Mesa        | LONEOS                   |
| 287835 | 2003 SP204             | 22 de setembre de 2003 | Socorro              | LINEAR                   |
| 287836 | 2003 SL208             | 23 de setembre de 2003 | Palomar              | NEAT                     |
| 287837 | 2003 SY209             | 25 de setembre de 2003 | Haleakala            | NEAT                     |
| 287838 | 2003 SV215             | 24 de setembre de 2003 | Haleakala            | NEAT                     |
| 287839 | 2003 SY218             | 28 de setembre de 2003 | Junk Bond            | Junk Bond                |
| 287840 | 2003 SD219             | 22 de setembre de 2003 | Anderson Mesa        | LONEOS                   |
| 287841 | 2003 SL219             | 26 de setembre de 2003 | Socorro              | LINEAR                   |
| 287842 | 2003 SX219             | 29 de setembre de 2003 | Wrightwood           | J. W. Young              |
| 287843 | 2003 SO226             | 26 de setembre de 2003 | Desert Eagle         | W. K. Y. Yeung           |
| 287844 | 2003 SN229             | 27 de setembre de 2003 | Kitt Peak            | Spacewatch               |
| 287845 | 2003 SC231             | 24 de setembre de 2003 | Palomar              | NEAT                     |
| 287846 | 2003 SD231             | 24 de setembre de 2003 | Palomar              | NEAT                     |
| 287847 | 2003 SQ235             | 25 de setembre de 2003 | Palomar              | NEAT                     |
| 287848 | 2003 SQ236             | 26 de setembre de 2003 | Socorro              | LINEAR                   |
| 287849 | 2003 SY237             | 26 de setembre de 2003 | Socorro              | LINEAR                   |
| 287850 | 2003 SR242             | 27 de setembre de 2003 | Kitt Peak            | Spacewatch               |
| 287851 | 2003 ST242             | 27 de setembre de 2003 | Kitt Peak            | Spacewatch               |
| 287852 | 2003 SD244             | 28 de setembre de 2003 | Kitt Peak            | Spacewatch               |
| 287853 | 2003 SX246             | 26 de setembre de 2003 | Socorro              | LINEAR                   |
| 287854 | 2003 SV250             | 26 de setembre de 2003 | Socorro              | LINEAR                   |
| 287855 | 2003 SA252             | 26 de setembre de 2003 | Socorro              | LINEAR                   |
| 287856 | 2003 SQ254             | 27 de setembre de 2003 | Kitt Peak            | Spacewatch               |
| 287857 | 2003 SW255             | 27 de setembre de 2003 | Kitt Peak            | Spacewatch               |
| 287858 | 2003 SW256             | 28 de setembre de 2003 | Kitt Peak            | Spacewatch               |
| 287859 | 2003 SJ260             | 27 de setembre de 2003 | Socorro              | LINEAR                   |
| 287860 | 2003 SA263             | 28 de setembre de 2003 | Socorro              | LINEAR                   |
| 287861 | 2003 SC266             | 29 de setembre de 2003 | Socorro              | LINEAR                   |
| 287862 | 2003 SW274             | 28 de setembre de 2003 | Kitt Peak            | Spacewatch               |
| 287863 | 2003 SM275             | 29 de setembre de 2003 | Socorro              | LINEAR                   |
| 287864 | 2003 SA278             | 30 de setembre de 2003 | Socorro              | LINEAR                   |
| 287865 | 2003 SK284             | 20 de setembre de 2003 | Socorro              | LINEAR                   |
| 287866 | 2003 SK289             | 28 de setembre de 2003 | Socorro              | LINEAR                   |
| 287867 | 2003 SV292             | 26 de setembre de 2003 | Crni Vrh             | Crni Vrh                 |
| 287868 | 2003 SE294             | 28 de setembre de 2003 | Socorro              | LINEAR                   |
| 287869 | 2003 SF295             | 29 de setembre de 2003 | Anderson Mesa        | LONEOS                   |
| 287870 | 2003 SG302             | 17 de setembre de 2003 | Palomar              | NEAT                     |
| 287871 | 2003 SN303             | 17 de setembre de 2003 | Palomar              | NEAT                     |
| 287872 | 2003 SE305             | 17 de setembre de 2003 | Palomar              | NEAT                     |
| 287873 | 2003 ST305             | 30 de setembre de 2003 | Socorro              | LINEAR                   |
| 287874 | 2003 SZ305             | 30 de setembre de 2003 | Socorro              | LINEAR                   |
| 287875 | 2003 SV313             | 29 de setembre de 2003 | Andrushivka          | Andrushivka              |
| 287876 | 2003 SC315             | 19 de setembre de 2003 | Palomar              | NEAT                     |
| 287877 | 2003 SJ318             | 16 de setembre de 2003 | Kitt Peak            | Spacewatch               |
| 287878 | 2003 SL318             | 17 de setembre de 2003 | Kitt Peak            | Spacewatch               |
| 287879 | 2003 SU319             | 28 de setembre de 2003 | Socorro              | LINEAR                   |
| 287880 | 2003 SC324             | 16 de setembre de 2003 | Kitt Peak            | Spacewatch               |
| 287881 | 2003 SZ324             | 17 de setembre de 2003 | Kitt Peak            | Spacewatch               |
| 287882 | 2003 ST325             | 18 de setembre de 2003 | Kitt Peak            | Spacewatch               |
| 287883 | 2003 SX326             | 18 de setembre de 2003 | Kitt Peak            | Spacewatch               |
| 287884 | 2003 SC329             | 21 de setembre de 2003 | Kitt Peak            | Spacewatch               |
| 287885 | 2003 ST329             | 22 de setembre de 2003 | Haleakala            | NEAT                     |
| 287886 | 2003 SJ330             | 26 de setembre de 2003 | Apache Point         | Sloan Digital Sky Survey |
| 287887 | 2003 SQ331             | 27 de setembre de 2003 | Kitt Peak            | Spacewatch               |
| 287888 | 2003 SO333             | 26 de setembre de 2003 | Apache Point         | Sloan Digital Sky Survey |
| 287889 | 2003 SG334             | 22 de setembre de 2003 | Kitt Peak            | Spacewatch               |
| 287890 | 2003 SU336             | 27 de setembre de 2003 | Apache Point         | Sloan Digital Sky Survey |
| 287891 | 2003 SE338             | 26 de setembre de 2003 | Apache Point         | Sloan Digital Sky Survey |
| 287892 | 2003 SP342             | 17 de setembre de 2003 | Kitt Peak            | Spacewatch               |
| 287893 | 2003 SX349             | 18 de setembre de 2003 | Kitt Peak            | Spacewatch               |
| 287894 | 2003 SL351             | 19 de setembre de 2003 | Palomar              | NEAT                     |
| 287895 | 2003 SO375             | 26 de setembre de 2003 | Apache Point         | Sloan Digital Sky Survey |
| 287896 | 2003 SK377             | 26 de setembre de 2003 | Apache Point         | Sloan Digital Sky Survey |
| 287897 | 2003 ST382             | 26 de setembre de 2003 | Apache Point         | Sloan Digital Sky Survey |
| 287898 | 2003 SY388             | 26 de setembre de 2003 | Apache Point         | Sloan Digital Sky Survey |
| 287899 | 2003 SL401             | 26 de setembre de 2003 | Apache Point         | Sloan Digital Sky Survey |
| 287900 | 2003 SU413             | 28 de setembre de 2003 | Apache Point         | Sloan Digital Sky Survey |

## 287901-288000
| Nom    | Designació provisional | Data de descobriment   | Lloc de descobriment | Descobridor/s               |
| ------ | ---------------------- | ---------------------- | -------------------- | --------------------------- |
| 287901 | 2003 SO423             | 28 de setembre de 2003 | Haleakala            | NEAT                        |
| 287902 | 2003 SQ427             | 28 de setembre de 2003 | Apache Point         | Sloan Digital Sky Survey    |
| 287903 | 2003 SX428             | 19 de setembre de 2003 | Kitt Peak            | Spacewatch                  |
| 287904 | 2003 SO430             | 20 de setembre de 2003 | Anderson Mesa        | LONEOS                      |
| 287905 | 2003 SV430             | 30 de setembre de 2003 | Kitt Peak            | Spacewatch                  |
| 287906 | 2003 SQ433             | 30 de setembre de 2003 | Kitt Peak            | Spacewatch                  |
| 287907 | 2003 TV5               | 3 d'octubre de 2003    | Kitt Peak            | Spacewatch                  |
| 287908 | 2003 TK11              | 14 d'octubre de 2003   | Anderson Mesa        | LONEOS                      |
| 287909 | 2003 TR12              | 14 d'octubre de 2003   | Anderson Mesa        | LONEOS                      |
| 287910 | 2003 TY19              | 3 d'octubre de 2003    | Kitt Peak            | Spacewatch                  |
| 287911 | 2003 TZ33              | 1 d'octubre de 2003    | Kitt Peak            | Spacewatch                  |
| 287912 | 2003 TG35              | 1 d'octubre de 2003    | Kitt Peak            | Spacewatch                  |
| 287913 | 2003 TE37              | 2 d'octubre de 2003    | Kitt Peak            | Spacewatch                  |
| 287914 | 2003 TX41              | 2 d'octubre de 2003    | Kitt Peak            | Spacewatch                  |
| 287915 | 2003 TH47              | 3 d'octubre de 2003    | Kitt Peak            | Spacewatch                  |
| 287916 | 2003 TJ47              | 3 d'octubre de 2003    | Kitt Peak            | Spacewatch                  |
| 287917 | 2003 TH48              | 3 d'octubre de 2003    | Kitt Peak            | Spacewatch                  |
| 287918 | 2003 TY49              | 3 d'octubre de 2003    | Kitt Peak            | Spacewatch                  |
| 287919 | 2003 TP56              | 5 d'octubre de 2003    | Kitt Peak            | Spacewatch                  |
| 287920 | 2003 TP58              | 15 d'octubre de 2003   | Palomar              | NEAT                        |
| 287921 | 2003 UO1               | 16 d'octubre de 2003   | Palomar              | NEAT                        |
| 287922 | 2003 UH9               | 18 d'octubre de 2003   | Socorro              | LINEAR                      |
| 287923 | 2003 UL10              | 18 d'octubre de 2003   | Palomar              | NEAT                        |
| 287924 | 2003 UZ19              | 22 d'octubre de 2003   | Socorro              | LINEAR                      |
| 287925 | 2003 UQ22              | 22 d'octubre de 2003   | Kitt Peak            | Spacewatch                  |
| 287926 | 2003 UF23              | 22 d'octubre de 2003   | Kvistaberg           | Uppsala-DLR Asteroid Survey |
| 287927 | 2003 UT29              | 21 d'octubre de 2003   | Palomar              | NEAT                        |
| 287928 | 2003 UR30              | 16 d'octubre de 2003   | Palomar              | NEAT                        |
| 287929 | 2003 UA31              | 16 d'octubre de 2003   | Kitt Peak            | Spacewatch                  |
| 287930 | 2003 UG36              | 16 d'octubre de 2003   | Palomar              | NEAT                        |
| 287931 | 2003 UM39              | 16 d'octubre de 2003   | Kitt Peak            | Spacewatch                  |
| 287932 | 2003 UO41              | 17 d'octubre de 2003   | Kitt Peak            | Spacewatch                  |
| 287933 | 2003 UB46              | 18 d'octubre de 2003   | Kitt Peak            | Spacewatch                  |
| 287934 | 2003 UA50              | 16 d'octubre de 2003   | Haleakala            | NEAT                        |
| 287935 | 2003 UE53              | 18 d'octubre de 2003   | Palomar              | NEAT                        |
| 287936 | 2003 UP56              | 22 d'octubre de 2003   | Kitt Peak            | Spacewatch                  |
| 287937 | 2003 UX58              | 16 d'octubre de 2003   | Kitt Peak            | Spacewatch                  |
| 287938 | 2003 UR61              | 16 d'octubre de 2003   | Anderson Mesa        | LONEOS                      |
| 287939 | 2003 UM70              | 18 d'octubre de 2003   | Kitt Peak            | Spacewatch                  |
| 287940 | 2003 UT70              | 18 d'octubre de 2003   | Kitt Peak            | Spacewatch                  |
| 287941 | 2003 UM72              | 19 d'octubre de 2003   | Kitt Peak            | Spacewatch                  |
| 287942 | 2003 UV73              | 27 d'octubre de 2003   | Socorro              | LINEAR                      |
| 287943 | 2003 UA74              | 16 d'octubre de 2003   | Palomar              | NEAT                        |
| 287944 | 2003 US78              | 18 d'octubre de 2003   | Kitt Peak            | Spacewatch                  |
| 287945 | 2003 UJ84              | 18 d'octubre de 2003   | Kitt Peak            | Spacewatch                  |
| 287946 | 2003 US86              | 18 d'octubre de 2003   | Palomar              | NEAT                        |
| 287947 | 2003 UH91              | 20 d'octubre de 2003   | Socorro              | LINEAR                      |
| 287948 | 2003 UN91              | 20 d'octubre de 2003   | Socorro              | LINEAR                      |
| 287949 | 2003 UO91              | 20 d'octubre de 2003   | Kitt Peak            | Spacewatch                  |
| 287950 | 2003 UG93              | 17 d'octubre de 2003   | Anderson Mesa        | LONEOS                      |
| 287951 | 2003 UY94              | 18 d'octubre de 2003   | Kitt Peak            | Spacewatch                  |
| 287952 | 2003 UK97              | 19 d'octubre de 2003   | Kitt Peak            | Spacewatch                  |
| 287953 | 2003 UR98              | 19 d'octubre de 2003   | Anderson Mesa        | LONEOS                      |
| 287954 | 2003 UJ103             | 20 d'octubre de 2003   | Kitt Peak            | Spacewatch                  |
| 287955 | 2003 UM103             | 20 d'octubre de 2003   | Palomar              | NEAT                        |
| 287956 | 2003 UP104             | 18 d'octubre de 2003   | Kitt Peak            | Spacewatch                  |
| 287957 | 2003 UF105             | 18 d'octubre de 2003   | Palomar              | NEAT                        |
| 287958 | 2003 UT109             | 19 d'octubre de 2003   | Palomar              | NEAT                        |
| 287959 | 2003 UC111             | 19 d'octubre de 2003   | Haleakala            | NEAT                        |
| 287960 | 2003 UR113             | 20 d'octubre de 2003   | Socorro              | LINEAR                      |
| 287961 | 2003 UO120             | 18 d'octubre de 2003   | Kitt Peak            | Spacewatch                  |
| 287962 | 2003 UZ120             | 18 d'octubre de 2003   | Kitt Peak            | Spacewatch                  |
| 287963 | 2003 UR122             | 19 d'octubre de 2003   | Palomar              | NEAT                        |
| 287964 | 2003 UG123             | 19 d'octubre de 2003   | Kitt Peak            | Spacewatch                  |
| 287965 | 2003 UR123             | 19 d'octubre de 2003   | Kitt Peak            | Spacewatch                  |
| 287966 | 2003 UQ126             | 20 d'octubre de 2003   | Palomar              | NEAT                        |
| 287967 | 2003 UW129             | 18 d'octubre de 2003   | Palomar              | NEAT                        |
| 287968 | 2003 UC131             | 19 d'octubre de 2003   | Palomar              | NEAT                        |
| 287969 | 2003 UR133             | 20 d'octubre de 2003   | Socorro              | LINEAR                      |
| 287970 | 2003 UR135             | 21 d'octubre de 2003   | Palomar              | NEAT                        |
| 287971 | 2003 US140             | 16 d'octubre de 2003   | Palomar              | NEAT                        |
| 287972 | 2003 UX147             | 18 d'octubre de 2003   | Palomar              | NEAT                        |
| 287973 | 2003 UH148             | 19 d'octubre de 2003   | Anderson Mesa        | LONEOS                      |
| 287974 | 2003 UQ148             | 19 d'octubre de 2003   | Kitt Peak            | Spacewatch                  |
| 287975 | 2003 UQ149             | 20 d'octubre de 2003   | Socorro              | LINEAR                      |
| 287976 | 2003 UE153             | 21 d'octubre de 2003   | Palomar              | NEAT                        |
| 287977 | 2003 UA159             | 20 d'octubre de 2003   | Kitt Peak            | Spacewatch                  |
| 287978 | 2003 UF159             | 20 d'octubre de 2003   | Kitt Peak            | Spacewatch                  |
| 287979 | 2003 UH160             | 21 d'octubre de 2003   | Kitt Peak            | Spacewatch                  |
| 287980 | 2003 US161             | 21 d'octubre de 2003   | Socorro              | LINEAR                      |
| 287981 | 2003 UP162             | 21 d'octubre de 2003   | Socorro              | LINEAR                      |
| 287982 | 2003 UQ164             | 21 d'octubre de 2003   | Socorro              | LINEAR                      |
| 287983 | 2003 UQ165             | 21 d'octubre de 2003   | Kitt Peak            | Spacewatch                  |
| 287984 | 2003 UW167             | 22 d'octubre de 2003   | Socorro              | LINEAR                      |
| 287985 | 2003 UJ168             | 22 d'octubre de 2003   | Socorro              | LINEAR                      |
| 287986 | 2003 UD174             | 21 d'octubre de 2003   | Kitt Peak            | Spacewatch                  |
| 287987 | 2003 US175             | 21 d'octubre de 2003   | Palomar              | NEAT                        |
| 287988 | 2003 US178             | 21 d'octubre de 2003   | Palomar              | NEAT                        |
| 287989 | 2003 UX179             | 21 d'octubre de 2003   | Socorro              | LINEAR                      |
| 287990 | 2003 UL180             | 21 d'octubre de 2003   | Socorro              | LINEAR                      |
| 287991 | 2003 UP183             | 21 d'octubre de 2003   | Palomar              | NEAT                        |
| 287992 | 2003 UT183             | 21 d'octubre de 2003   | Palomar              | NEAT                        |
| 287993 | 2003 UC184             | 21 d'octubre de 2003   | Palomar              | NEAT                        |
| 287994 | 2003 US184             | 21 d'octubre de 2003   | Palomar              | NEAT                        |
| 287995 | 2003 UP187             | 22 d'octubre de 2003   | Socorro              | LINEAR                      |
| 287996 | 2003 UC190             | 22 d'octubre de 2003   | Kitt Peak            | Spacewatch                  |
| 287997 | 2003 UT190             | 23 d'octubre de 2003   | Anderson Mesa        | LONEOS                      |
| 287998 | 2003 UX190             | 23 d'octubre de 2003   | Anderson Mesa        | LONEOS                      |
| 287999 | 2003 UK191             | 23 d'octubre de 2003   | Anderson Mesa        | LONEOS                      |
| 288000 | 2003 UW191             | 23 d'octubre de 2003   | Anderson Mesa        | LONEOS                      |